# Лян Цичао
Лян Цичао (кит. трад. 梁啟超, упр. 梁启超, пиньинь Liáng Qǐchāo; 23 февраля 1873 — 19 января 1929) — китайский философ, историк философии, учёный, литератор, государственный и общественный деятель, один из лидеров либерального реформаторского движения в Китае конца XIX — начала XX века (так называемые «Сто дней реформ»). Ученик известного философа Кан Ювэя, автор первой его биографии (1901). Отец известного китайского архитектора Лян Сычэна; трое сыновей Лян Цичао стали членами Китайской академии наук.
Происходил из небогатой помещичьей семьи; в 16-летнем возрасте получил вторую конфуцианскую степень цзюйжэнь. После провала на столичных экзаменах 1895 года не пытался более удостоиться высших конфуцианских учёных степеней. В 1896—1897 годах в Шанхае и Хунани занимался просветительской деятельностью; во время Ста дней реформ удостоился аудиенции императора и получил назначение главой школы переводчиков в Пекине. В 1898—1912 годах находился в эмиграции, долго жил в Японии, побывал в Австралии и США. В научно-публицистических работах этого периода стремился синтезировать идеи китайской философии с западным либерализмом, что привело к разрыву с его учителем Кан Ювэем. После Синьхайской революции занял пост министра юстиции в правительстве Юань Шикая (1913), был одним из создателей Демократической партии (Миньчжу дан), вошедшей затем в состав Прогрессивной партии (Цзиньбу дан), на основе которой было созвано правительство. После попытки реставрации монархии, в 1916 году перешёл в стан республиканцев, занял пост начальника генерального штаба Армии защиты республики. После смерти Юань Шикая был министром финансов в правительстве Дуань Цижуя, во время переворота Чжан Сюня 1917 года участвовал в его подавлении. Входил в состав китайской делегации на Парижской мирной конференции; после подписания Версальского договора занял резко антизападную позицию. После начала дискуссии о социализме 1920 года поддержал её основателя — Чжан Дунсуня, однако считал социализм идеалом далёкого будущего, при этом утверждал, что современная материальная цивилизация потерпела крах. После революции перешёл к апологетике конфуцианства как идеологии социальной стабильности и справедливого равенства возможностей, подобно Кан Ювэю, выступал за превращение конфуцианства в государственную религию.
Основой мировоззрения Лян Цичао было неоконфуцианство, модернизированное путём введения буддийских и кантианских идей. Свои философские построения он стремился обосновать на историческом материале, создал «Новое учение об истории» (1902), а также фундаментальные исследования философской мысли династии Цин, методологии исследования истории Китая, истории доциньской (до III века до н. э.) политической мысли. Придерживаясь эволюционистских взглядов, стремился выстроить китайскую историю в соответствии с идеей прогресса, двигателем которого считал деятельность героев и выдающихся личностей — корифеев человеческого духа, главное достижение которых — создание философских и идеологических сочинений.

## Биография

### Становление (1873—1890)

#### Вундеркинд

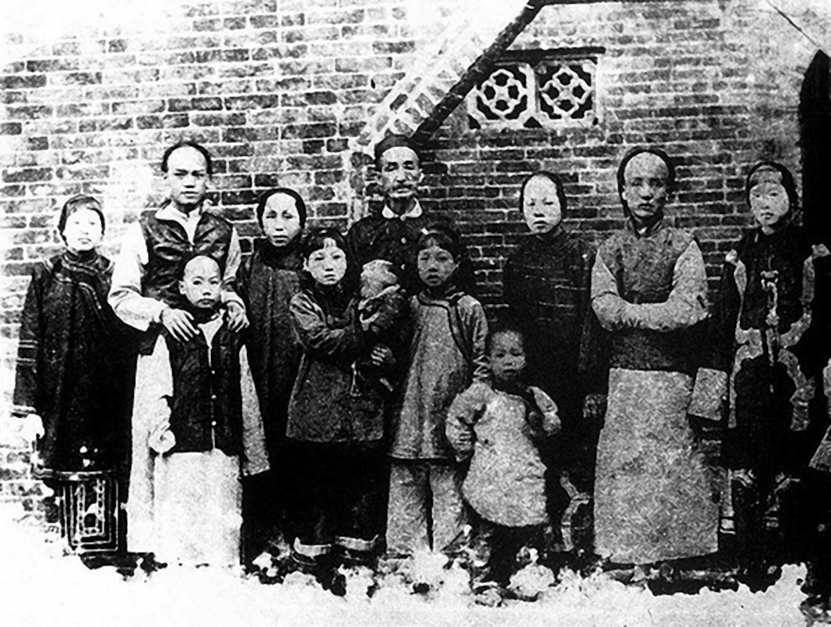
Семейство Лян Цичао (второй слева) в 1890-е годы

Лян Цичао родился 23 февраля 1873 года в деревне Цзянмэнь волости Нэнцзу, что в уезде Синьхуэй провинции Гуандун, к юго-западу от Гуанчжоу. Эта местность практически не была затронута модернизацией, несмотря на относительную близость Гонконга и достижений западной цивилизации. Его семья насчитывала 16 поколений крестьян и несколько сот лет прожила на одном месте. Только дед — Лян Вэйцин (1815—1892) — получил низшую конфуцианскую степень шэнъюаня. Это не слишком сказалось на благосостоянии клана мелких помещиков. Отец — Лян Баоин (1849—1916) — получил классическое образование и возглавлял школу в родной деревне. Цичао очень быстро проявил экстраординарные способности. Дед и отец возлагали на него большие надежды, рассчитывая, что он сделает выдающуюся чиновничью карьеру. Под руководством матери и деда Цичао ещё до наступления четырёх лет изучил «Четверокнижие» и «Ши-цзин», а в пятилетнем возрасте под началом отца закончил изучение «Пятиканония». К восьмилетнему возрасту он умел слагать восьмичленные сочинения и прочно заслужил славу вундеркинда среди односельчан.
В 11-летнем возрасте Лян успешно сдал уездные экзамены и удостоился первой конфуцианской степени шэнъюаня. Дальнейшее его обучение включало изучение правил стихосложения и основ текстологии, что было необходимо для прохождения государственных экзаменов более высокого уровня. В 1887 году Лян Цичао был принят в академию «Сюэхайтан» в Гуанчжоу, известную высоким уровнем преподавания. В 1889 году он успешно прошёл провинциальные испытания на степень цзюйжэня; то есть всего 16 лет от роду он получил множество привилегий, включая освобождение от налогов и право на поступление на государственную службу. Молодой учёный произвёл такое впечатление на главу экзаменационной комиссии Ли Дуаньфэня, что была заключена помолвка между его младшей сестрой Ли Хуэйсянь и Лян Цичао. Бракосочетание состоялось в Пекине в самом конце 1891 года. Хорошие связи в столице и впоследствии помогали Ляну в его общественных начинаниях. Однако косность традиционной конфуцианской системы образования претила молодому человеку. В небольшой домашней библиотеке имелись только собрание танской поэзии, «Исторические записки» Сыма Цяня и «История Хань» Бань Гу. В 1890 году он впервые прочитал «Краткое описание мира» (кит. 瀛環志略) Сюй Цзиюя, изданное ещё в 1848 году. Свои впечатления он сам определял как «прозрение слепца» — впервые он узнал о существовании мира за пределами Китая.

#### Ученик Кан Ювэя

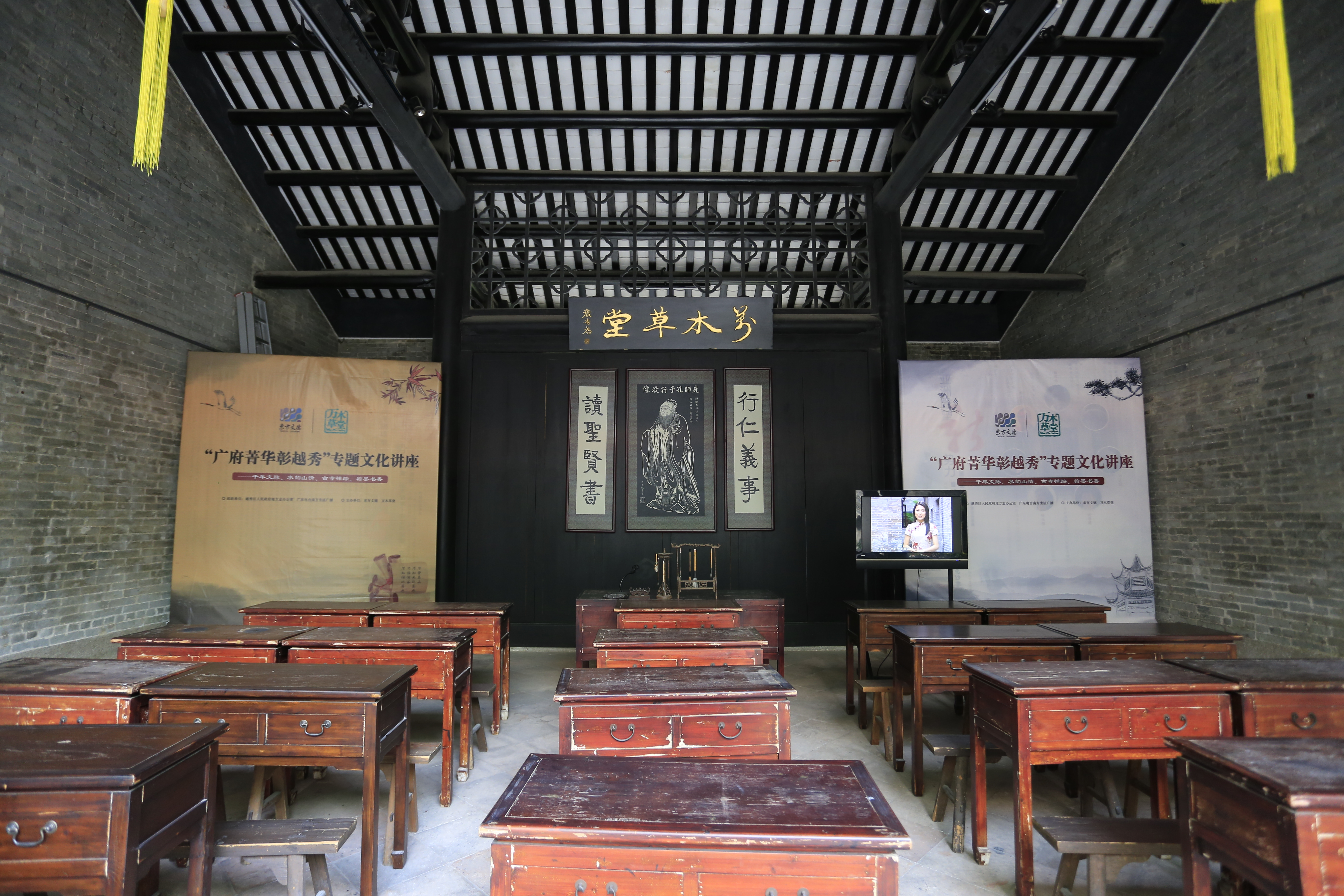
Внутренний вид учебного помещения школы «Ваньму цаотан». Гуанчжоу, фото 2014 года

От своего однокашника Чэнь Тунфу в Сюэхайтане Лян Цичао услышал о знаменитом учёном Кан Ювэе; студенты решили пойти представляться совместно. Встреча произвела на молодого человека огромное впечатление: он сам писал в биографии учителя, что Кан любил обескуражить впервые приходящих к нему, и голос его напоминал «рёв прибоя и рык льва». Рассуждения Кан Ювэя о бесполезности старых учений произвели на Ляна такое действие, что он провёл бессонную ночь и твёрдо решил уйти из Сюэхайтана. Как раз тогда Кан Ювэй открывал собственную частную академию — Ваньму цаотан («Соломенная хижина среди мириады древес и трав»), и Лян Цичао стал одним из самых выдающихся её учеников. Школа Кан Ювэя была весьма нестандартной: она не обращала внимание на возраст студентов (старейшим был 40-летний цзюйжэнь Линь Цзуантун), при отборе на первое место выносилась открытость к новому и желание экспериментировать. В учебной программе были музыка и танцы, алгебра, каллиграфия (и копирование разных почерков, начиная от бронзового века), лингвистика, география, публичная декламация и другие науки. Кан Ювэй последовательно развивал моральные качества, интеллект и физические кондиции своих учеников. Иными словами, культивировалось «практическое учение», поскольку предполагалось, что выпускники реализуют себя в сфере администрации, финансов и дипломатии. К 1895 году через академию прошло около 100 студентов, половина из которых стали личными учениками Кан Ювэя. С 1894 года некоторые учительские обязанности Кан передал Лян Цичао.
В школе Лян Цичао вместе с Кан Ювэем занимался радикальным переосмыслением классического наследия. Совместно они создали фундаментальный труд «Исследование подложных канонов Синьского учения» (кит. 新学伪经考, 1891 год). Одной из главных идей, которая доказывалась в этой книге, было то, что существующие конфуцианские каноны были подделаны Лю Синем по приказу узурпатора Ван Мана. Доктрина «Школы современных знаков», преподанная Кан Ювэем, стала базой собственных историко-филологических концепций Лян Цичао.

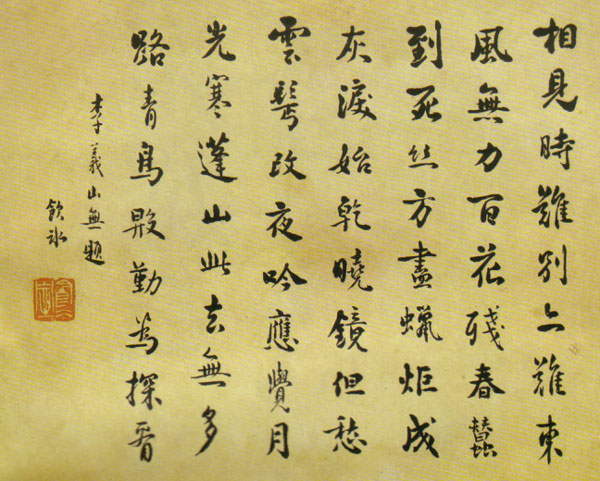
Образец каллиграфии Лян Цичао

Общаясь с Кан Ювэем — выдающимся каллиграфом, Лян Цичао усердно занимался каллиграфическим искусством и коллекционировал эстампажи с каменных стел, запечатлевших образцовые почерки. Собственная манера письма Лян Цичао формировалась именно на основе немногих известных образцов эпохи Хань. Его почерку свойственны прямота и острые линии по углам иероглифов. Чэнь Юнчжэн характеризовал манеру Лян Цичао как «школярски изысканную».
Ученичество у Кан Ювэя не означало некритического восприятия Лян Цичао его идей. Много лет спустя он вспоминал, что не соглашался с проповедями учителя, что конфуцианский канон был фальсифицирован в древности, и что конфуцианство следует провозгласить государственной религией. Однако наставник и ведомый совпадали в ключевых моментах: что Конфуций являлся древним реформатором, который зашифровал своё социальное учение в летописи «Чуньцю», и оно нашло отражение в комментарии «Гунъян чжуань». Лян Цичао соглашался с идеей, что ортодоксальное конфуцианство не передало изначального учения Конфуция; более того, по Ляну идеал Первоучителя носил демократический характер, и некоторые следы этого идеала сохранились в тексте «Ли Юнь» и в трактате «Мэн-цзы». Лян Цичао предположил, что доциньское конфуцианство было представлено двумя традициями, основателями которых были Мэн-цзы и Сюнь-цзы. Поскольку Кан Ювэй утверждал, что конфуцианство включало эзотерический и экзотерический пласты, Лян Цичао заявил, что Мэн-цзы передал высший политический идеал Конфуция (о мире Великого единения), тогда как Сюнь-цзы разрабатывал доктрину, пригодную для средней стадии развития человечества — эры Рождающегося мира.

### Кан Ювэй и движение за реформы (1890—1898)

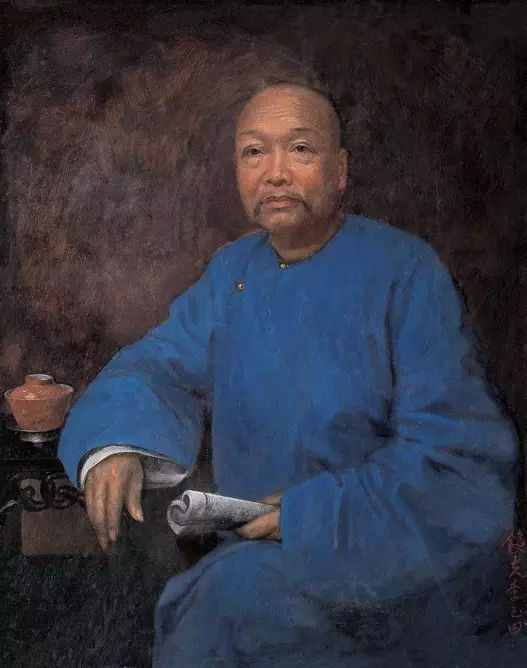
Ли Тефу. Портрет Кан Ювэя. 1904, холст, масло, 70,7 × 56 см

По мнению Ф. Хуана, подход к политическим вопросам был различным у Кан Ювэя и 17-летнего Лян Цичао. Если старший наставник, изучая доктрины Мэн-цзы, Хуан Цзунси и своего современника Ляо Пина, считал философскую оболочку наиболее удобной для пропаганды собственных политических концепций, то для Лян Цичао она явилась откровением. Лян искренне считал, что Кан Ювэй реконструировал истинную конфуцианскую доктрину и древний общественный идеал Китая. Поэтому, когда в Китае стало известно о Симоносекском договоре 1895 года и очередном национальном унижении, совершенно естественным было то, что Кан Ювэй и его ученики отправились в Пекин, приступив к активным действиям. Эти события совпали с проведением столичных экзаменов, в которых участвовали и Кан, и Лян. Лян Цичао попытался организовать прибывших на испытания уроженцев Гуандуна и получил поддержку более 190 учёных; 12 из них (в степени цзюйжэня) поставили свои подписи под коллективной петицией Кан Ювэя к императору. Закономерно, и учитель, и ученик провалились на экзаменах; Лян Цичао более не пытался в них участвовать. В августе 1895 года Кан Ювэй основал в столице просветительское общество Цянсюэхуэй («Общество усиления государства», кит. 强学会). На свои средства оно издавало газету Чжунвай цзивэнь (кит. 中外纪闻), которая становилась первым в Китае бесцензурным частным печатным изданием. В газете ежедневно печатались переводы из иностранных газет и журналов, пропагандировались достижения западной науки и техники. Главным редактором газеты и секретарём Общества стал Лян Цичао. Это способствовало его известности в интеллектуальных кругах. Например, Хуан Цзуньсянь весной 1896 года пригласил Ляна в Шанхай, где он возглавил газету «Современные дела» (Шиу бао, кит. 時務報), которая выпускалась трижды в месяц с 9 августа 1895 года до 8 августа 1898 года огромным для того времени тиражом 12 000 экземпляров. Высокопоставленные покровители Лян Цичао — У Тинфан и Чжан Чжидун — пытались даже пристроить его в китайские посольства в Германии или США. Однако Лян предпочёл заниматься в Шанхае общественной деятельностью в русле идей Кан Ювэя — основал бюро переводов, первую школу для девочек и общество борьбы с бинтованием ног. В этот период Лян Цичао тесно общался с другими реформаторами — особенно Тань Сытуном — и познакомился с переводчиком Янь Фу. В 1897 году Ляна и Таня привлёк на службу губернатор Хунани Чэнь Баочжэнь, желавший провести реформы в отдельно взятой провинции.

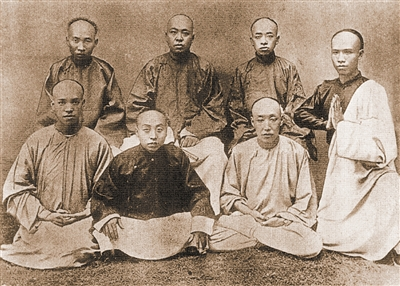
Участники движения за реформы в Шанхае. Лян Цичао — внизу слева. Фото 1898 года

В Хунани Хуан Цзуньсянь возглавил провинциальную полицию — первую в Китае, а, кроме того, реформировал местную академию, которую предполагалось превратить в кузницу кадров. Были основаны ассоциация за реформы в Южном Китае и «Хунаньская газета» — также первая в китайской провинции. Редакцию её возглавил урождённый хунанец Тань Сытун; его заместителем в редакции и академии стал Тан Цайчан, будущий революционер, поднявший в 1900 году восстание. Одним из выпускников академии стал Цай Э — будущий участник Синьхайской революции и борьбы против реставрации монархии в 1916 году. Академию возглавил Лян Цичао, который смог себе позволить говорить о весьма радикальных проектах, в частности, политической власти народа и представительных собраниях. Хунаньские реформаторы стали также распространять антиманьчжурские сочинения патриотов XVII века, запрещённые цензурой. Однако, из-за тяжёлой болезни, в начале 1898 года Лян Цичао был вынужден отойти от дел.
После выздоровления, летом 1898 года Лян Цичао прибыл в Пекин, где Кан Ювэй получил 16 июня аудиенцию у государя Гуансюя и возглавил движение за реформы, став его неофициальным идеологом и вдохновителем. В последующие 100 дней реформаторы (в том числе Тань Сытун, прикреплённый к особе императора) издали более шестидесяти указов, в том числе об отмене восьмичленных сочинений, реформе образования, создании ведомств промышленности и торговли и так далее. Лян Цичао был назначен главой вновь созданного Бюро переводов и столичной школы переводчиков. 3 июля он был в свою очередь удостоен императорской аудиенции, что было большой редкостью для человека, не имевшего чиновного ранга. 21 сентября, благодаря саботажу чиновников и предательству Юань Шикая, вдовствующая императрица Цыси совершила государственный переворот. Шестеро реформаторов (в том числе Тань Сытун и брат Кан Ювэя — Гуанжэнь) были схвачены и казнены без суда и следствия. Однако если большая часть указов реформаторов была отменена, то пришедшие к власти консерваторы сохранили вновь основанный Пекинский университет и школу иностранных языков. Лян Цичао прочно ассоциировался с Движением за реформы 1898 года наравне с Кан Ювэем, хотя их роль была различной; Лян выступал в первую очередь как публицист, разъяснявший значение реформ и их будущие последствия. В результате цинское правительство включило Кана и Ляна в списки опаснейших преступников, а объявленная награда за голову каждого из них достигла 120 000 лянов.
Осенью 1898 года в Пекине находился Ито Хиробуми, помощь которого спасла Лян Цичао. Реформатор смог 22 сентября бежать из столицы и морским путём достиг Японии; в этом ему содействовали чины японского военно-морского флота и лично Окума Сигэнобу. В Токио беглец прибыл 16 октября 1898 года и на долгие годы обосновался в Стране восходящего солнца.

### Годы эмиграции (1898—1912)

#### Жизнь в Японии

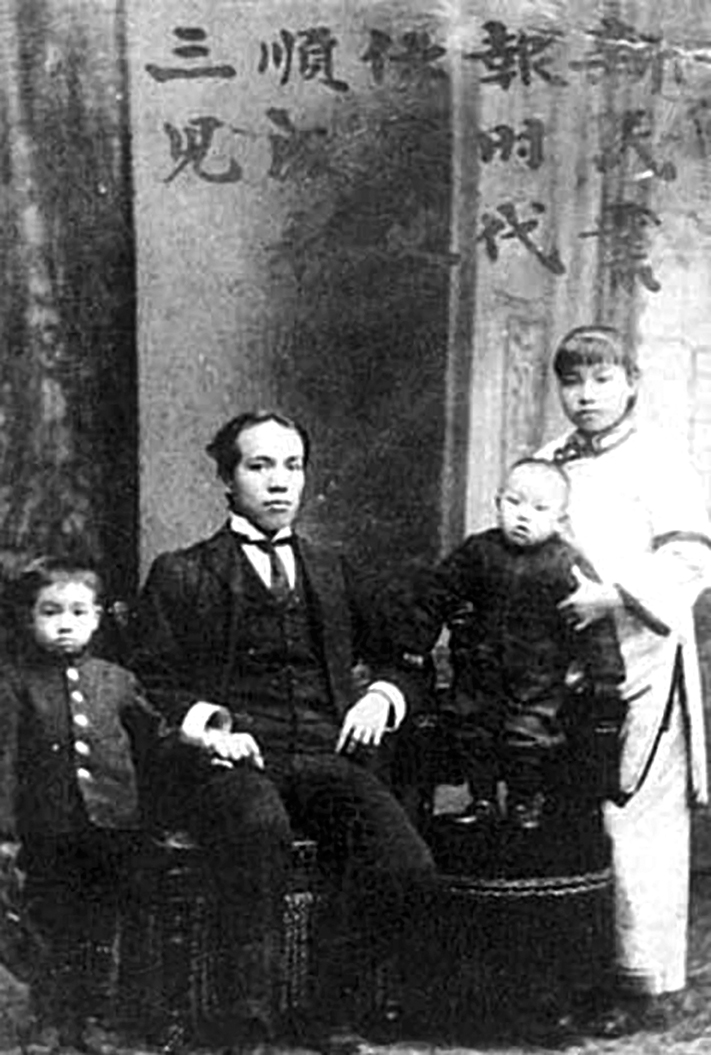
Лян Цичао со старшей дочерью Сышунь и сыновьями Сычэном и Сыюном. Токио, 1905

Не считая поездок на Гавайи и в Сингапур в 1899 году, в Австралию в 1900-м и в США в 1903 году, Лян Цичао прожил в Японии около четырнадцати лет. Именно эти годы стали ключевыми для формирования целостной системы взглядов учёного и философа, а также политика-либерала. Данные годы хорошо документированы как частной перепиской, так и публицистикой. Как отметил Ф. Хуан: «он редко держал мысли в себе, скорее, стремился выплёскивать новые идеи на публику почти сразу после того, как они пришли к нему». Однако радикальное прошлое и бурный темперамент мыслителя привели к тому, что японские власти установили над ним гласный надзор. В Министерстве иностранных дел Японии сохранились отчёты агентов о деятельности Ляна, которые носят едва ли не ежедневный характер. Отчасти это объяснялось и тем, что Лян продолжил деятельность в среде китайских эмигрантов и возобновил общение с Кан Ювэем и Хуань Цзуньсянем, которые также обосновались на некоторое время в Токио. В отличие от своего учителя, Лян Цичао освоил японский язык и принял японское имя Ёсида Син (吉田晋), в честь Ёсида Сёина и его ученика Такасуги Синсаку, чья история произвела на него неизгладимое впечатление. Лян Цичао был многим обязан Окума Сигэнобу, на его средства он первое время жил с семьёй в Токио; связь с министром поддерживалась через Касивабара Бунтаро (1869—1936), который впоследствии был связан с Коноэ Ацумаро; с этим последним был знаком и Лян. Касивабара Бунтаро, будучи старше на 4 года, сделался ближайшим японским другом Лян Цичао, они даже стали побратимами. Также одним из близких друзей и Ляна, и Кан Ювэя стал министр образования Инукаи Цуёси. Он также поддерживал связи с Миядзаки Торадзо, через которого общался и с Сунь Ятсеном. Тот факт, что Лян Цичао стал своим в среде японских интеллектуалов, на долгие годы способствовало идеализации им порядков эпохи Мэйдзи и даже увлечению мыслителя идеями паназиатизма. Сильнейшее разочарование произошло в 1915 году, когда Окума Сигэнобу оказался среди авторов «Двадцати одного требования» — японского ультиматума Китаю.
Основным способом заработка для Лян Цичао в эмиграции была журналистика. В 1898 году он возглавил издававшийся на средства китайского купечества в Токио журнал «Вестник чистых обсуждений» (кит. 清议报); в Иокогаме была создана современная школа Великого единения (кит. 高等大同学校) для китайцев-эмигрантов, потом открылось её отделение и в Токио. В 1902 году Лян основал собственное издание — журнал «Синьминь» (кит. 新民丛报). Его производительность как публициста была поразительна: подсчитано, что за 33 года активной творческой работы Лян Цичао в среднем публиковал тексты объёмом 330 000 иероглифов ежегодно, но пик этой деятельности пришёлся на 1902 год, когда мыслитель опубликовал книги и статьи общим объёмом в 450 000 иероглифов.

#### Гавайи. Борьба с суньятсенистами и восстание Тан Цайчана

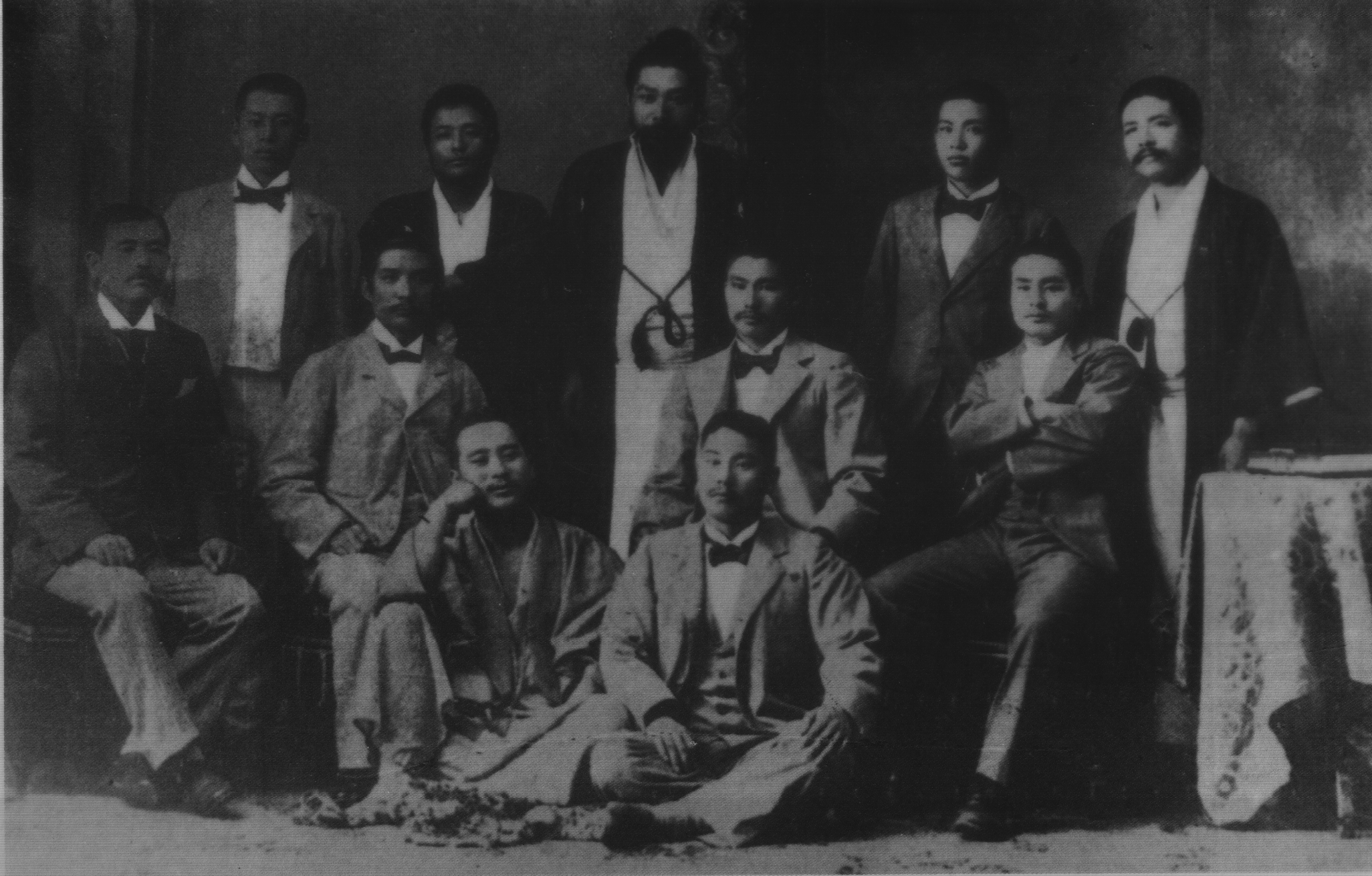
Сунь Ятсен с японскими союзниками в Токио, 1899

Бегство Лян Цичао из Китая и объявленная за него награда способствовали росту его международной известности. Кан Ювэй в тот период, создавая «Общество защиты императора», сознательно выстраивал его как международную политическую организацию, объединяющую китайцев по всему миру. Это привело к конфликту между Каном и последователями Сунь Ятсена, которые также стремились создать в среде китайцев-эмигрантов свою политическую организацию. После отъезда Кан Ювэя в Канаду и США (из-за того, что цинское правительство настаивало на его выдаче), Лян Цичао смог в полной мере реализовать свои республиканские и антицинские взгляды. Попытка союза с Сунь Ятсеном, предпринятая Сюй Цинем и Лян Цичао ещё в 1899 году, вызвала сильнейший гнев Кан Ювэя, который заставил учеников отправиться в деловую поездку на Гавайи и в Сан-Франциско. При этом поездку Лян Цичао в Гонолулу спонсировал брат Сунь Ятсена, давно обосновавшийся на острове Мауи. Однако тот факт, что большинство членов эмигрантской общины перешли в организацию Кан Ювэя, привёл к разрыву с Сунь Ятсеном. Лян Цичао на Гавайях планировал поддержать финансами восстание Тан Цайчана и хунаньской группы реформаторов против царствующей династии. Это восстание планировали Кан Ювэй и Лян Цичао, рассчитывая отделить Центральный и Южный Китай от маньчжурской власти. Однако из-за вспышки бубонной чумы правительство США запретило въезд китайцам на острова и далее на материк, а войска сожгли китайский квартал (Чайна-таун), нанеся эмигрантам значительный ущерб. В попытке спасти положение Лян Цичао даже вступил в ряды «Триады». Тан Цайчан, в свою очередь, также набирал войска из представителей тайных обществ провинций на Янцзы. Восстание ихэтуаней также предоставляло новые возможности для заговорщиков. Тан Цайчан даже собрал некое подобие китайского парламента в иностранном сеттльменте Шанхая, который обратился за помощью в восстановлении власти императора Гуансюя к британским властям. Провал восстания Тан Цайчана (который вместе с соратниками был казнён Чжан Чжидуном 22 августа 1900 года) привёл к сильному ухудшению отношений Кан Ювэя и Лян Цичао.
Чжан Пэнъюань подсчитал, что Лян Цичао удалось собрать на Гавайях 90 000 долларов, из которых он отдал на нужды восстания только 44 000. Гарольд Шифрин также утверждал, что и Кан Ювэй присвоил себе большие суммы, которые составили основу его благосостояния, также и Тан Цайчан использовал средства в личных целях. Слухи о громадных суммах и их использовании привели к тому, что тайные общества отказались от поддержки заговорщиков. Лян Цичао, которому был запрещён въезд в США, срочно прибыл в Шанхай, где и обнаружил полный разгром движения реформаторов. Пробыв в иностранном сеттльменте 10 дней, Лян отправился в Сингапур на встречу с Кан Ювэем, которая закончилась ссорой. От реформаторов отвернулся и главный сингапурский спонсор — Цю Шуюань; тайные общества Гонконга потребовали от Кан Ювэя скомпенсировать им расходы, угрожая убить его, если он обратится в полицию. Из-за скандалов сильно пострадала репутация Лян Цичао в сообществе реформаторов, и он принял решение посетить Австралию. Сиднейское отделение Общества защиты императора первоначально хотело пригласить к себе Кан Ювэя, но затем собрало на командировочные расходы Лян Цичао 3000 фунтов стерлингов.

#### Австралия
Поездка в Мельбурн и Сидней разочаровала Лян Цичао: местные китайцы интересовались только его происхождением, их солидарность не выходила за пределы уездной, а интерес к делам Общества почти отсутствовал, также никто не воспринимал Кан Ювэя и Лян Цичао как авторитетов. В 1905 году организация китайских эмигрантов в Сиднее отделилась от Общества защиты императора. Впрочем, лично Лян Цичао получил тёплый приём от китайских бизнесменов и писал Кан Ювэю, что только на приёмы в его честь потратили около 1000 фунтов стерлингов, подарили бриллиантовое кольцо стоимостью 40 фунтов и золотую медаль, оценённую в 30 фунтов стерлингов. Щедрость объяснялась тем, что китайские бизнесмены, многие из которых были женаты на европейских женщинах и давали своим детям высшее образование, были озабочены ростом расовой дискриминации и интересовались любой возможностью повысить международный статус китайцев. Однако всего через месяц после отъезда Лян Цичао из Австралии правительство приняло закон об ограничении азиатской миграции. В Австралии Лян Цичао впервые глубоко погрузился в мир западной культуры и в одном из писем упоминал своего студента Ло Чана (будущего зятя Кан Ювэя), который восторгался принятием избирательного права для женщин в штате Южная Австралия и в колонии Новая Зеландия. Это произвело сильное впечатление и на Ляна. Он посещал музеи, больницы, рудники, правительственные учреждения, типографии и прочее. Поскольку в Австралии ещё не было официального представительства империи Цин, Лян Цичао мог не опасаться преследований и дипломатических нот, и он пользовался значительной свободой. Впечатления об Австралии встречались в публицистике Лян Цичао до 1905 года. О его настроениях свидетельствует и такой факт: узнав о кончине королевы Виктории (22 января 1901 года), Лян Цичао опубликовал некролог в китайской газете, издаваемой в Австралии.

#### Соединённые Штаты

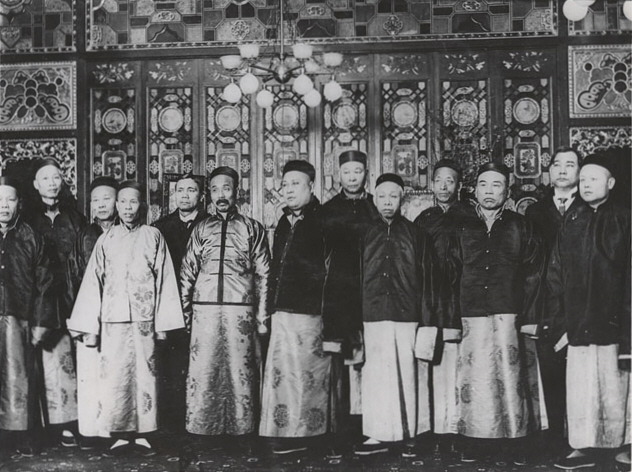
Представители Шести компаний — крупнейших китайских бизнесменов Сан-Франциско

В 1903 году Лян Цичао предпринял длительное путешествие по эмигрантским общинам китайцев в США, по возвращении в Токио опубликовав в 1904 году книгу «Избранные заметки о путешествии в Новый свет» — самое первое описание США, написанное китайцем на китайском языке. Эти заметки отражали его принципиальную цель — исследовать экономическое и политическое состояние общин заморских китайцев. Отплыв из Иокогамы в феврале 1903 года, Лян отправился в Ванкувер и провёл в Канаде и США в общей сложности семь месяцев, дважды пересёк материк и побывал в трёх канадских и 28 американских городах (в том числе в Бостоне, Нью-Йорке, Чикаго и Сакраменто). Его путевые заметки (ближе всего они к жанру репортажа) многие исследователи сравнивали с «Демократией в Америке» Токвиля: Лян Цичао, испытывая глубокий интерес к западной культуре, подверг американское общество и его институты анализу с китайской позиции. Поэтому характерны его параллели в истории: так, «Бостонское чаепитие» он уподоблял сожжению опиума в Гуанчжоу, устроенному Линь Цзэсюем. Из текста его путевых заметок можно понять, что миссия в США была неудачна: Лян много писал о техническом могуществе США, но почти ничего — о характере своих встреч; характеризуя китайские общины, он лишь кратко упоминал об их численности и наличии отделения Общества защиты императора. Североамериканское турне стало одним из важнейших поворотных моментов в становлении мировоззрения Лян Цичао и заложило основу его будущего разочарования в революции и западной цивилизации. Крайне негативное впечатление произвела на него речь Т. Рузвельта о грядущей экспансии США на Тихом океане. Одновременно он пытался определить способность китайцев к восприятию демократических институтов и, наблюдая за Чайна-тауном в Сан-Франциско, отмечал, что региональный патриотизм китайцев является важнейшим препятствием для их национальной консолидации.
Одной из задач Лян Цичао была защита прав китайских эмигрантов. Ещё в 1902 году американское законодательство, ограничивающее их переезд и свободу проживания на материковой территории, было распространено на Гавайи и Филиппины. Лян Цичао эмоционально восклицал, что всего через десяток лет «потомков Жёлтого императора не останется в Новом свете», и от имени эмигрантских общин составил обращение к Цинскому двору. Одной из причин возмущения стало введение обязательного бертильонажа для каждого вновь въезжающего китайского подданного. Лян Цичао побывал на приёме у Джона Пирпонта Моргана (правда, он длился 5 минут) и даже президента Рузвельта. Эти встречи произвели на него гнетущее впечатление, в особенности речи президента и его законы. Расовая сегрегация вызвала его закономерное изумление тем, что тезисы «Декларации независимости» не распространялись на негров.
После бесславного возвращения из США (не удалось собрать средства и основать ни одного нового отделения Общества) отношения Лян Цичао с кругом Кан Ювэя ещё более ухудшились. Это сказалось на его активности как журналиста и публициста: журнал «Синьминь» с 1903 года выпускался нерегулярно, а в 1907 году вообще прекратил существование. После 1912 года он почти перестал публиковаться и не восстановил активности вплоть до 1917 года.

#### Поворот к политике

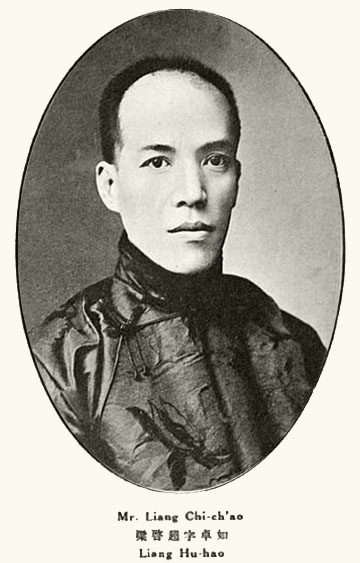
Фото из справочника «Who’s Who in China» (3 ed., The China Weekly Review (Shanghai), 1925, p. 497)

После посещения Австралии и США Лян Цичао всё больше внимания уделял политической деятельности. Его интересовали вопросы национальной валюты и китайских иностранных займов; он также активно писал биографии знаменитых исторических персон — от своего учителя Кан Ювэя и мучеников Движения за реформы 1898 года до Мадзини, Кошута и Ван Аньши. В политику он активно вмешался на рубеже 1905—1906 годов, когда в Японии прошла забастовка 8000 китайских студентов против новых правил приёма в высшие учебные заведения и контроля над жизнью и деятельностью иностранцев. В событиях приняли участие и члены Тунмэнхуэя, один из которых — Чэнь Тяньхуа — в знак протеста против двойного угнетения (маньчжурами и японцами) покончил с собой, бросившись в море. После его самопожертвования 2000 китайских студентов в знак солидарности вернулись в Китай. В противоположность настроениям большинства Лян выступил с большой статьёй, в которой занял консервативную прояпонскую позицию и призывал к умиротворению. После этого он возобновил переписку с бывшими покровителями при Цинском дворе, особенно с маньчжурским интеллектуалом Дуаньфаном, который хлопотал за реабилитацию Кан Ювэя и Лян Цичао и отмену им приговора. Лян Цичао подготовил для него меморандумы и собрания документов объёмом более 200 000 иероглифов. После победы Японии над Россией Лян Цичао сблизился с Хуан Сином и возлагал большие надежды на цинские манифесты о грядущей конституционной реформе, а также хотел создать легальную конституционную партию, в состав которой приглашал Юань Шикая, Чжан Чжидуна, Дуаньфана и маньчжурского князя Су. Это привело к тому, что радикально настроенное студенчество отвернулось от некогда популярного мыслителя: когда 17 октября 1907 года последователи Лян Цичао устроили митинг в Токио, группа анархистов стащила Ляна с трибуны и разогнала его сторонников.
17 ноября 1907 года Лян Цичао открыл в Токио Политическое общество, которое должно было бороться за установление конституционного строя и отмену неравноправных договоров. Вскоре его штаб-квартира была перемещена в Шанхай. Главным агентом Ляна на материке был его студент Чжан Цзюньмай, которому удалось собрать более 3000 подписей под прошением об учреждении конституционного общества в Хунани и Цзянсу. Лян Цичао пытался представлять и интересы Кан Ювэя, который через него предъявил в Пекин ультимативное требование собрать в трёхлетний срок парламент, удалить от двора всех евнухов, перенести столицу к югу от Янцзы и переименовать государство Цин в Чжунхуа («Китай»). Столь радикальные требования испугали даже благожелательно настроенных к Ляну и Кану людей в столице. Закономерным итогом стало издание императорского указа о запрете Общества и аресте его основателей и последователей. Когда императорское правительство в 1909 году позволило открыть Конституционную ассамблею, Лян Цичао отправил своего студента Сюй Фосу в Цзянсу, чтобы помочь организации всекитайского конституционного движения. Лян и Сюй добились открытия 4 июня 1911 года Общества друзей конституционного правительства (Сюаньху хуэй), филиалы которого имелись почти во всех провинциях; в Общество удалось привлечь глав почти всех провинциальных совещательных собраний. Однако Синьхайской революции это общество не пережило, а его члены оказались по разные стороны баррикад.
После начала Учанского восстания Лян Цичао пытался использовать связи в среде маньчжурской аристократии. Его главной задачей было устранить из эшелонов власти Юань Шикая, добиться открытия в Пекине парламента и реформы монархии. 29 октября 1911 года Лян писал Сюй Циню (ученику Кан Ювэя), что хотел бы организовать военный переворот и привести к власти лояльных маньчжурских князей, созвать парламент и переименовать маньчжурскую династию в китайскую. Однако без всякого усилия со стороны конституционалистов 3 ноября Цинский двор, столкнувшись с «парадом суверенитетов» (провинции стали провозглашать независимость от монархии), одобрил проект конституции. 9 ноября 1911 года Лян Цичао прибыл в Далянь, но из-за быстро менявшейся обстановки перебрался в Шанхай. Маньчжурские покровители Ляна лишились власти, а кое-кто и жизни, и он был вынужден вернуться в Токио. Фигура Юань Шикая как национального лидера не устраивала Лян Цичао, и он понимал, что ни либералы, ни последователи Сунь Ятсена не пользуются реальным авторитетом и лишены власти.

### Возвращение в Китай. Большая политика (1912—1918)

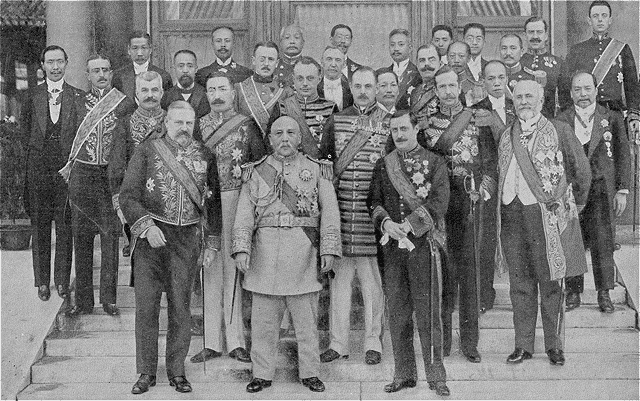
Инаугурация Юань Шикая 10 октября 1913 года. Третий в заднем ряду — Лян Цичао

Ещё в 1911 году Лян Цичао не оставлял надежды создать единую конституционную партию, чтобы влиять на политические процессы в Китае. После обсуждений с ближайшими учениками — Чжан Цзюньмаем и Сюй Фосу — он решил примкнуть к Юань Шикаю, как единственному политику, обладающему реальной властью и перспективой в будущем. Собственная партия Ляна не пользовалась авторитетом и имела небольшое влияние только среди элиты Хубэя (местных либералов возглавляли Тан Хуалун и Сунь Хунъи). Приняв решение, Лян Цичао попытался выстроить отношения с Юанем, в серии посланий начала 1912 года обращаясь к нему как к «просвещённому владыке». Он разработал стратегию финансовой политики, подготовил проект конституции и предложил услуги своей партии, чтобы уравновесить влияние суньятсенистов в парламенте. Авторитет Лян Цичао как публициста был весо́м для Юань Шикая, и он решил прибегнуть к его услугам для легитимизации собственного режима.
В ноябре 1912 года все приговоры, вынесенные Лян Цичао имперскими властями, были отменены, и он мог официально вернуться на службу. Юань Шикай назначил ему государственное содержание в 3000 юаней в месяц и обещал 200-тысячную субсидию для создания центристской партийной коалиции. В 1913 году Лян также получил должность министра юстиции и оказался в двусмысленном положении — президент Юань Шикай не собирался следовать нормам законности и соблюдать временную конституцию 1912 года. 10 января 1914 года он вообще распустил парламент, а принятая 1 мая новая конституция де-факто наделяла его диктаторскими полномочиями. Лян Цичао как министр был практически лишён власти, что проявилось при попытке отстоять независимость судей от военных властей. Наконец, пробыв на посту 5 месяцев, он подал в отставку 20 февраля 1914 года, но она не была принята президентом. После создания новой Демократической партии, её главой сделался Ли Юаньхун, а Лян Цичао только входил в исполнительный комитет. Лян Цичао также входил в состав комитета по валютным вопросам и добился перевода китайской валюты на единый серебряный стандарт. И здесь он столкнулся с тем, что был лишён реальной власти: когда он предложил перевести налогообложение и государственные расходы на новый серебряный доллар, с этим не согласились администрация Шанхайской морской таможни и вообще таможенное ведомство, сохранившее в расчётах старый серебряный лян. 27 декабря 1914 года Лян Цичао публично в прессе объявил свою должность синекурой и окончательно подал в отставку.

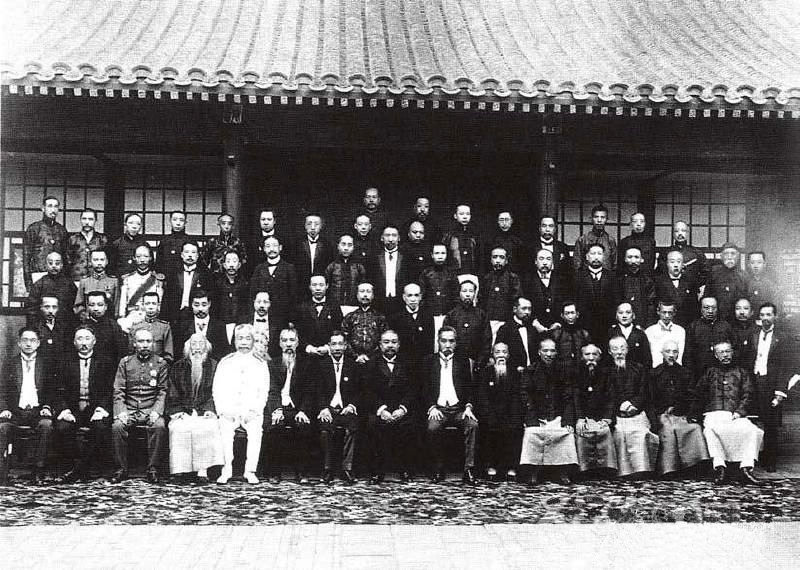
Открытие Сената Китайской республики 12 июня 1914 года. Слева направо: Дуань Цижуй — третий в первом ряду, Лян Цичао — восьмой во втором ряду

Юань Шикай не желал отпускать Лян Цичао из правительства. Накануне нового, 1915 года, он был приглашён на обед к сыну президента — Юань Кэтину, и Юань-младший просил проконсультировать его о возможности реставрации монархии в Китае. Лян Цичао, после двух лет реальной политической практики, был склонен соглашаться, что в условиях Китая идеальный политический строй — это монархия. Однако он предостерегал Юань Шикая от шагов в этом направлении, поскольку понимал, что подавляющее большинство населения выступит против реставрации. Несмотря на то, что разрыв в отношениях был неизбежен, Лян Цичао был назначен в комитет по разработке новой конституции. Чтобы не подвергнуться репрессиям, Лян Цичао переехал в Тяньцзинь, однако не выдержал общественной кампании, развязанной Юань Шикаем, и резко выступил против реставрации монархии. В своей статье он писал, что восстановление монархии будет регрессом после завоеваний революции, а, кроме того, смена формы государственной власти едва ли существенно что-то изменит, поскольку эффективность власти зависит от возможностей и политической зрелости людей в правительстве. По слухам, Юань Шикай предложил Ляну 200 000 юаней за молчание, но тщетно. Видя наметившуюся тенденцию, Лян Цичао решился противостоять Юань Шикаю силой оружия. В октябре 1915 года в Тяньцзинь прибыли Цай Э и Тай Кан (лидеры революционеров Гуйчжоу) с намерением согласовать планы борьбы с монархистами. Их главный план предусматривал отделение юга Китая, поскольку Лян Цичао не рассчитывал на успех по всей стране. В декабре он отправился в Шанхай изыскивать средства у японцев и зарубежных китайцев и обратился за содействием к Фэн Гочжану — наместнику Нанкина. 25 декабря 1915 года Цай Э провозгласил независимость Юньнани, а в январе 1916 года за ним последовали в Гуанси. Лу Жунтин счёл присутствие Ляна в Гуйчжоу крайне желательным, и он отбыл туда под видом японца через Гонконг, Хайфон и Ханой, но опоздал. 15 мая 1916 года началось восстание в Гуйчжоу, и 22 мая Юань Шикай отрёкся от статуса императора, в котором пробыл 83 дня. К тому времени от него отвернулись даже союзные генералы, такие как Фэн Гочжан и Дуань Цижуй. После скоропостижной кончины Юань Шикая 6 июня, генералы разделили власть: президентом стал Ли Юаньхун, Фэн Гочжан — вице-президентом — и Дуань Цижуй — премьер-министром. За ними стояли крупные провинциальные группировки войск, тогда как Гоминьдан даже не мог контролировать первоначальной революционной базы. Лян Цичао рассчитывал на войска Цай Э в Юньнани, но ситуация резко поменялась.

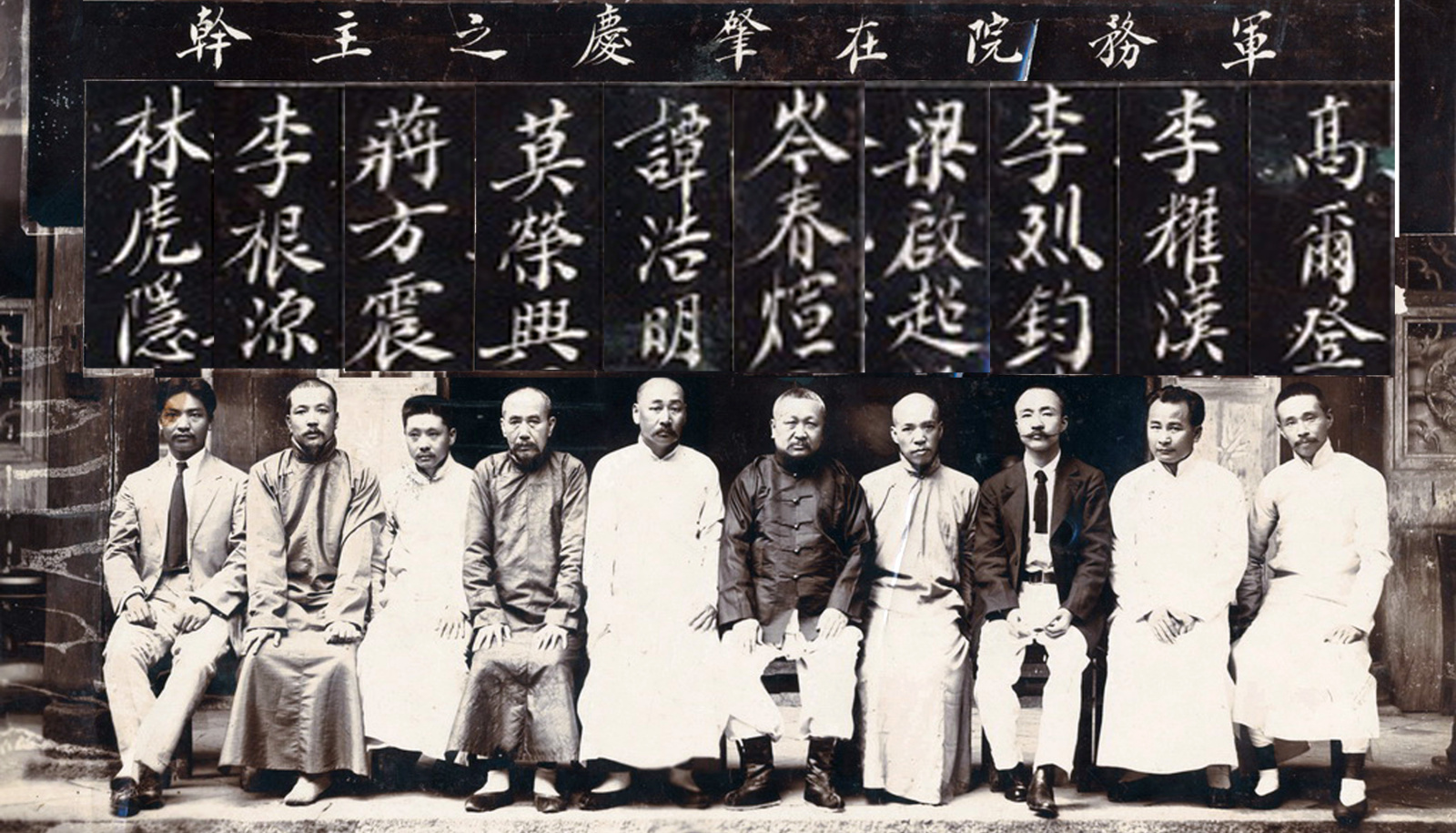
Руководство военной академии в Чжаоцине. Лян Цичао — четвёртый справа. Фото 1916 года

Новая власть формально восстановила временную конституцию 1912 года, и с 1 августа вновь собрался парламент, избранный в 1913 году. Старые партии прекратили существование, даже Гоминьдан распался на три фракции. Лян Цичао первое время колебался, стоит ли ему вновь погружаться в эти процессы. Неуверенность Лян Цичао объяснялась рядом трагедий: один из ближайших его друзей — Тан Цзюэдун — был убит ещё 12 апреля, в мае скончался отец Лян Цичао, а в июле Цай Э серьёзно заболел и отошёл от дел. Лян всё больше и больше склонялся к идее, что должен заниматься прямым своим делом — просвещением масс. Однако Ли Юаньхун в июле 1916 года предложил возглавить ему канцелярию президента с жалованьем 2000 юаней в месяц; Фэн Гончжан совещался с ним по составу нового правительства. Наилучшие отношения связывали Лян Цичао с Дуань Цижуем, возможно, по тем же причинам, по которым пять лет назад он встал на сторону Юань Шикая. Лян Цичао в новом правительстве занял последовательно сторону «ястребов» (сторонников агрессивной внешней и внутренней политики с националистическим уклоном). Он искренне полагал, что только так можно будет избавиться от неравноправных договоров и восстановить территориальную целостность Китая. Когда Лян вернулся в Пекин (6 января 1917 года), то сразу же вступил в дискуссию по вопросу о вступлении Китая в Первую мировую войну на стороне Антанты. Формально 1 февраля правительства США, Великобритании и Японии обратились к Китаю с ходатайством о вступлении в борьбу из-за объявленной Германией неограниченной подводной войны. Дуань Цижуй также был сторонником войны, как и большинство депутатов парламента. Лян Цичао объяснял присоединение к большинству тем, что Китай повысит свой международный авторитет и будет избавлен от выплаты контрибуций Германии и Австро-Венгрии. Союзники обещали пересмотреть условия таможенных договоров, и Лян Цичао рассчитывал существенно увеличить золотовалютные резервы страны (отказ от выплат сразу приносил в бюджет 70 000 000 долларов). Однако слишком энергичные меры Дуань Цижуя привели к серьёзному кризису, едва не повлёкшему роспуск парламента; президент Ли отправил Дуаня в отставку. Следствием кризиса стало выступление генерала Чжан Сюня, который занял Пекин 14 июня и объявил о восстановлении династии Цин. После подавления мятежа (Чжан Сюню служил бывший учитель Ляна Кан Ювэй), Лян Цичао получил пост министра финансов и участвовал в заключении ряда крайне непопулярных сделок, за что его критиковали и правые, и левые. Между 20 января 1917 и 28 сентября 1918 года было заключено 8 кредитных договоров между Китаем и Японией по так называемым «займам Нисихара». Они были согласованы вне обычных финансовых и дипломатических процедур и через Нисихара Камеса, личного эмиссара премьера Тэраути Масатакэ. Общественное мнение увидело в них прямой подкуп Дуань Цижуя с японской стороны. Лян Цичао, который рассчитывал на стабилизацию финансовой системы и валюты Китая, возмущённо писал президенту и премьеру, что все деньги ушли на военные расходы. В ноябре 1917 года он ушёл в отставку, проведя на посту министра финансов 4 месяца. Катастрофически закончилась и его попытка участвовать в парламентских выборах 1918 года, когда его партия («Исследовательская группа», кит. упр. 研究系, пиньинь yánjiuxì) получила всего 20 мест, тогда как клуб Аньфуйской группировки — 342 из 470. После начала очередной гражданской войны между провинциальными губернаторами разочарованный Лян Цичао навсегда ушёл из большой политики и занялся наукой и преподаванием.

### Последние годы жизни (1918—1929)

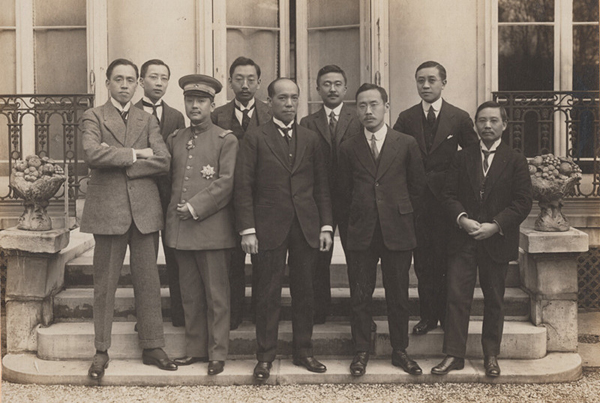
Китайская делегация в Париже. Лян Цичао в первом ряду посередине, слева от него Цзян Боли (в военной форме)

#### Путешествие в Европу
23 декабря 1918 года Лян Цичао вместе с учениками отправился в Европу в составе китайской делегации на Парижскую мирную конференцию в статусе советника и частного наблюдателя. В общей сложности его пребывание в Великобритании, Франции, Нидерландах, Бельгии, Германии, Швейцарии и Италии продлилось 434 дня: он вернулся в Шанхай 4 марта 1920 года. Всего он посетил 45 городов в пяти странах Азии и семи государствах Европы. Лян Цичао публично объявил, что его целью было как исследование последствий мировой войны для стран Запада, так и, по возможности, изменение отношения европейского общественного мнения к событиям в Китае. С собой мыслитель взял шестерых учеников, которые получили образование за рубежом, владели языками и специализировались в какой-либо области знания профессионально. Бай Лиминь резюмировала это в таблице:
| Имя           | Страна обучения         | Владение языком                              | Научная специализация |
| ------------- | ----------------------- | -------------------------------------------- | --------------------- |
| Цзян Боли     | Япония, Германия        | японский, немецкий                           | военное дело          |
| Ли Чунцзэ     | Япония                  | японский, немецкий                           | дипломатия            |
| Дин Вэньцзян  | Япония, Великобритания  | английский, японский, немецкий и французский | геология              |
| Чжан Цзюньмай | Япония, Германия        | японский, немецкий                           | политические науки    |
| Сюй Синьлю    | Великобритания, Франция | английский, французский                      | экономика             |
| Ян Вэйсинь    | Япония                  | японский                                     | педагогика            |

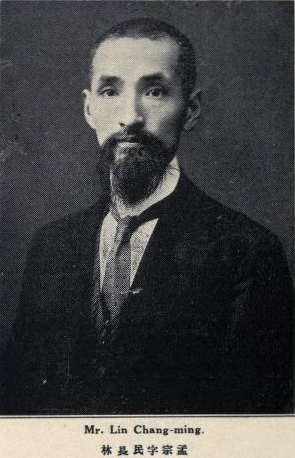
Линь Чанмин. Фото из издания: Who’s Who in China 3rd ed, The China Weekly Review (Shanghai), 1925, p. 508

Это был первый и единственный визит Лян Цичао в оплот западной цивилизации, которая привлекала ещё со времён ученичества у Кан Ювэя. В Лондоне он побывал на сессии Палаты общин, посетил Оксфорд и Кембридж. В Париже он общался с Анри Бергсоном, Вудро Вильсоном и совершил полёт на аэроплане (и описал его в стихотворении «500 километров над землёй»). Лян Цичао и его коллеги в 1919 году посетили в Париже дом, где когда-то жил Ж. Ж. Руссо. Смотритель музея сообщил им, что они являются первыми посетителями с Азиатского континента.
Впервые в жизни китайский мыслитель столкнулся с проблемой языкового барьера. Лян Цичао пытался изучать иностранные языки (в том числе латинский), свободно овладел японским, но для западных наречий у него никогда не доставало времени и желания, иностранную литературу он всегда воспринимал в переводе. На пароходе по пути в Европу он пытался освоить на практике французский язык, а в Париже занялся английским, и в результате более или менее мог понимать газетный текст, но не говорил и не понимал устной речи. Лян сам осознавал свои проблемы и заявил, что добился бы в десять раз больше, если бы владел западными языками. Главным переводчиком в Париже своему учителю служил Сюй Синьлю, который свободно владел английским и французским языками. Цичао писал своему брату Лян Цисюну, что сам чувствовал себя студентом в этой поездке, что отразилось и в книге «Впечатления от европейского путешествия» (кит. 歐遊心影錄). Однако Лян Цичао разочаровался в западных ценностях и обнаружил в дарвинизме, натурализме, материализме и позитивизме то, что он назвал «материалистическим и механистическим взглядом на жизнь». Ляна шокировало общение с американским журналистом Фрэнком Саймондсом (1878—1936): китайский мыслитель впервые узнал, что на Западе множится число теоретиков и практиков, утверждающих, что западная цивилизация обанкротилась, а спасение может прийти от ценностей восточных цивилизаций. Отныне его целью становились поиск уникальных черт китайской цивилизации и понимание того, что Китай может предложить остальному миру.
По результатам участия в Парижской мирной конференции Лян Цичао опубликовал статью «Причины поражения Китая на мирной конференции», которая вышла (на английском языке) 19 июля 1919 года в журнале Millard's Review. Будучи допущен к процессу принятия решений, он раскрыл секретный китайско-японский договор 1918 года, условия которого подтверждали Двадцать одно требование и лишали китайскую сторону возможностей дипломатических манёвров. Лян Цичао также раскрыл для западных читателей, что японская делегация активно использовала при захвате Шаньдуна аргументы «расового равенства», а британский министр иностранных дел Артур Бальфур заявил, что японцы имели право на аннексию бывших германских владений, потому что они оказали союзникам по Антанте важные услуги. Лян Цичао утверждал, что если бы Китай объявил войну Германии в 1914 году, то оказался бы на первом месте среди союзников. Лян Цичао с возмущением писал, что пекинское правительство не довело до сведения собственной делегации факта существования секретного договора с Японией, и это вскрылось только 28 января 1919 года. Кроме того, Лян писал, что «пока Китай будет посылать за границу дипломатов старого типа — мандаринов — или нового — беспринципного — типа, Китай будет обречён терпеть дипломатические поражения».
Лян Цичао сыграл ключевую роль в развёртывании Движения 4 мая 1919 года. 24 апреля он получил сведения, что британская и французская делегации одобрили аннексию Шаньдуна японцами, и быстро телеграфировал в Пекин, требуя начинать общественную кампанию за отказ от признания Версальского договора. 30 апреля в Китай прибыла официальная нота о провале китайской миссии в Париже. 2 мая была опубликована статья Линь Чанмина, основанная на материалах Лян Цичао, которая и спровоцировала студенческие выступления по всей стране.

#### Просветительская деятельность. Кончина

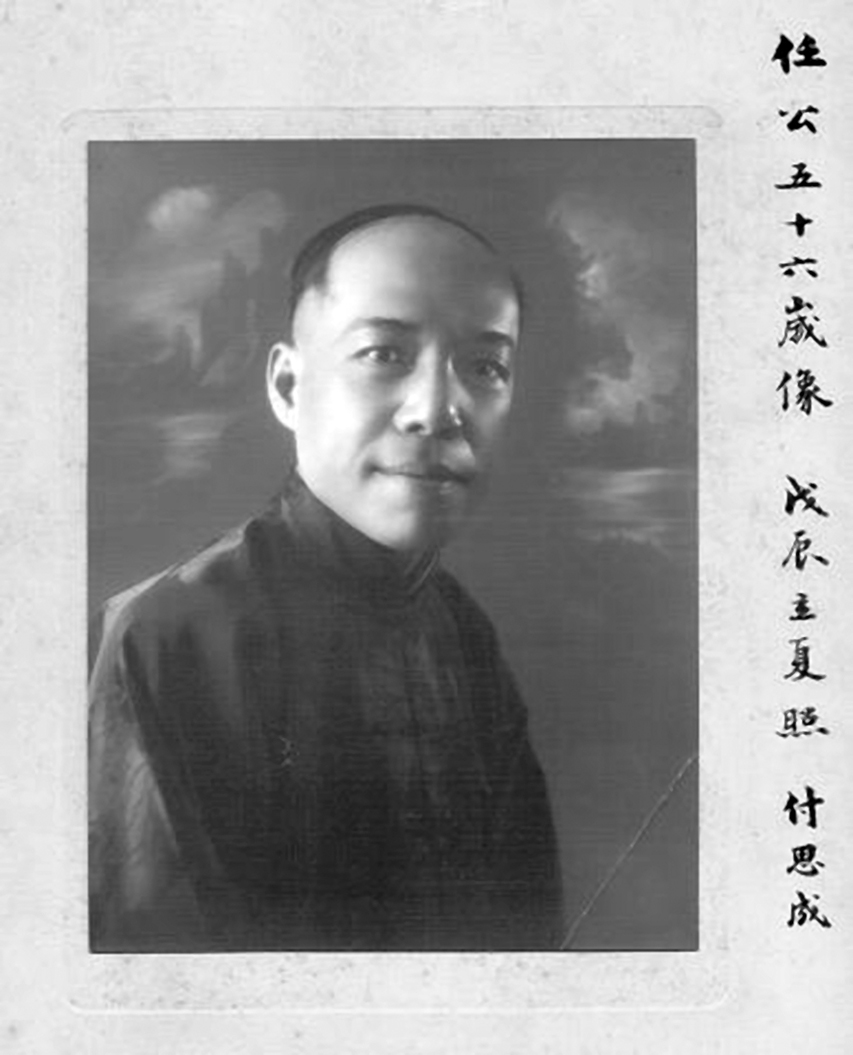
Лян Цичао в последний год жизни (подпись «Жэньгун в 56-летнем возрасте» указывает на китайский счёт лет от зачатия)

После возвращения Лян Цичао в Китай японская сторона пыталась привлечь его к переговорам по спорным китайско-японским вопросам, но он категорически отказался возвращаться к политике. Тем не менее, Лян Цичао освещал события Вашингтонской конференции в прессе, последовательно занимая бескомпромиссную позицию по вопросам территориального единства Китая. Главным его занятием стала интеллектуальная деятельность. 4 апреля 1920 года Лян Цичао положил начало «Открытому научному обществу» (кит. 共學社) в Пекине, целью которого было «представление новых талантов и продвижение новой культуры». При Обществе функционировал лекторий (с 5 сентября), в котором выступали посещавшие Китай такие авторитетные мыслители, как Бертран Рассел, Джон Дьюи, Рабиндранат Тагор, Ганс Дриш. Лян Цичао, Чжан Дунсунь и Чжан Цзюньмай даже планировали визит Анри Бергсона, но эти планы не осуществились, как и приглашение Рудольфа Эйкена (вместо него Чжан Цзюньмай, находившийся тогда в Германии, пригласил Ганса Дриша). Мыслитель вступил в состав Философского общества и участвовал в издании журнала «Чжэсюэ». Просветительская программа включала и приглашение людей искусства: в Пекине в 1923 году прошли гастроли Фрица Крейслера — первого музыканта мирового уровня, посетившего Китай. Лян Цичао глубоко погрузился в изучение европейского Ренессанса и написал предисловие к первому китайскому исследованию о нём, созданному Цзян Фанчжэнем. В тот период Лян Цичао в основном зарабатывал на жизнь публичными лекциями в разных учебных заведениях страны, побывав в Цзинани, Шанхае, Сучжоу, Чанше, Учане, Кайфыне и так далее. В 1922 году он был приглашён лектором в Национальный университет Юго-Востока, где прочитал курс по доциньской политической философии; особенно привлекал его моизм. К тому времени заметно ухудшилось здоровье мыслителя: в декабре 1922 года ему был поставлен диагноз — «болезнь сердца». Несмотря на это, в 1923—1924 годах Лян Цичао опубликовал два важнейших труда по истории китайской философии: «Очерк учений эпохи Цин» и «Историю науки в Китае за последние 300 лет» (объёмом около 250 000 иероглифов). 13 сентября 1924 года от рака скончалась его супруга — Ли Хуэйсянь. Далее Лян Цичао узаконил свои отношения с наложницей Ван Гуйцюань, которая была когда-то служанкой его жены.
После возвращения из Европы Лян Цичао был обеспокоен, что его дети в основном получали европейское образование на английском языке и были оторваны от национальной культуры Китая. Поэтому летом 1920, 1921 и 1922 годов он проводил занятия «методом погружения» для своих сыновей Сычэна и Сыюна и их многочисленных кузенов, во время которых они воспринимали его учение и литературный стиль, а также готовили к публикации его лекции. Кроме того, он заставил сыновей перевести на китайский язык «Очерк всемирной истории» Герберта Уэллса. Лян Цичао, с одной стороны, хотел применить их знание английского языка, а с другой — избавить их от чрезмерного восторга перед Западом. Перевод был окончен в марте 1922 года, но увидел свет только в 1927 году.
После Инцидента 30 мая 1925 года Лян Цичао вернулся к активной публицистической работе. Осенью 1925 года Лян Цичао получил должность профессора Университета Цинхуа, где дополнительно служил директором библиотеки. Ныне его включают (вместе с Ван Говэем, Чэнь Инькэ и Чжао Юаньжэнем) в «Великую четвёрку» профессоров Университета Цинхуа. О его международной репутации свидетельствует визит шведского кронпринца Густава, который профессионально занимался археологией Китая. 26 ноября 1926 года Лян Цичао участвовал в официальной встрече и зачитывал приветственный адрес. Постепенно наладились отношения с семейством Сунь Ятсена и Кан Ювэя. Через день после кончины Сунь Ятсена (12 марта 1925 года) Лян был приглашён в его дом и выражал официальные соболезнования. Он также был приглашён на 70-летний юбилей своего учителя Кан Ювэя, а после его кончины в марте 1927 года был назначен душеприказчиком и прочитал прочувствованную надгробную речь, в которой восхвалял заслуги Кана перед Китаем.
С февраля 1928 года мыслитель всё больше и больше страдал от болезней, хотя и не любил говорить об этом с окружающими. Лян Цичао обследовался в немецком госпитале в Пекине, а затем в больнице «Сехэ», и ему был поставлен диагноз «раковое поражение правой почки». 16 марта 1928 года была проведена операция по удалению почки, однако состояние здоровья не улучшилось. Теперь учёному приходилось переливать кровь каждые два или три месяца, что давало только кратковременное облегчение, о чём свидетельствовало письмо, отправленное Лян Сычэну 26 апреля. Возникла дискуссия в прессе о преимуществах китайской медицины над западной, причём медиков больницы, где лечили Лян Цичао, обвиняли в неправильной постановке диагноза. Бюллетени о здоровье Лян Цичао печатали в прессе, и 2 июня 1928 года он был вынужден выступить со специальной статьёй, в которой защищал своих врачей. Летом состояние Лян Цичао не вызывало опасений, однако в ноябре он уже был не в состоянии вставать с постели. 19 января 1929 года Лян Цичао скончался в возрасте 55 лет. Под давлением общественности сыну пришлось 21 января опубликовать подробный отчёт о последних днях отца в газете «Дагунбао». Исследователь Вильма Фэрбанк со слов Лян Сычэна сообщала, что профессор Лю Жуйхэн, проводивший операцию, совершил грубую врачебную ошибку: не сверившись с рентгенографией, вырезал здоровую почку. По мнению В. Фэрбанк, быстрый переход хирурга на административную работу в Министерстве здравоохранения косвенно подтверждает эту версию.
В Пекине и Шанхае были многолюдные траурные демонстрации. В 1931 году сыновья и дочери Лян Цичао купили участок под семейное кладбище в районе Пекинского ботанического сада, где были похоронены все члены его семьи (включая обеих жён и брата Лян Цисюна) и воздвигнут памятник. С 1978 года мемориал был передан государству.

## Философские и политические взгляды

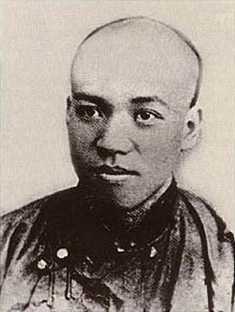
Лян Цичао в 1890-е годы

До начала XX века Лян Цичао в сравнительно короткий срок был вынужден освоить три теоретических источника, на которых последовательно основывался в течение всей жизни: китайская классика, западная литература (исключительно по китайским и японским переводам) и оригинальные сочинения японских философов, историков и политических деятелей. При этом, согласно Чжан Хао, японские работы «не могут сравниваться с такими независимыми интеллектуальными источниками, как китайская традиция и западные учения».

### Проблема общественных перемен
Ранняя (до эмиграции в Японию) политическая платформа Лян Цичао учёными КНР описывается шестью иероглифами: «изменение установлений, власть народа, спасение государства». От самого начала самостоятельной интеллектуальной деятельности Лян Цичао пытался обосновать необходимость исторических перемен, которые в 1890-е годы он описывал в терминологии «эволюции Китая от империи к нации» и «изменения установлений» (бяньфа, то есть реформы). Понятие реформы обозначало в его понимании комплексную модернизацию страны, создание всеобъемлющей сети коммуникаций (особенно железных дорог), современной прессы, системы образования, включая женские школы, парламентской системы и законодательства, защищающего права людей. Именно эти институты составляли современную нацию (гоцзя). Шансы Китая на изменение при этом он оценивал высоко. В своей первой статье «Разъяснение суждений об изменении установлений» (Бяньфа тунъи, 1896) Лян Цичао рассуждал о принципах (лисян), которые управляют сознанием людей и могут быть изменены, хотя и с величайшим трудом. Набором традиционных принципов, свойственных Китаю, было убеждение, что самим Китаем исчерпывается мировое пространство и цивилизация, что конфуцианский Дао-путь, понятие долга и ритуала (ли и и) являются универсальными категориями, а источником суверенитета является воля Неба, чьим сыном считается император. Этому противоречат западные теории, в рамках которых, например, источником суверенитета нации является воля граждан. Лян Цичао перечислил три основные причины слабости Китая перед современными западными государствами. Во-первых, непонимание различий между Поднебесной и нацией, китайцы не признавали себя лишь одной нацией среди многих. Это происходило из-за изоляции Китая в древности и отсутствия вокруг него конкурентов. Во-вторых, непонимание разницы между государством и династией и признание государства собственностью династии. В-третьих, непонимание сути отношений между государством (го) и гражданами (гоминь):

Одна семья владеет нацией, а все остальные люди — рабы этой семьи. Вот почему, хотя в Китае живут сорок миллионов человек, здесь на самом деле всего лишь несколько дюжин личностей. Когда такая нация из нескольких дюжин людей сталкивается с [западными] нациями из миллионов граждан, как же она может не потерпеть поражения?
Чжан Хао, анализируя содержание этой статьи, задавался вопросом, были ли эти рассуждения инспирированы западными учениями или являлись продуктом оригинальной рефлексии над конфуцианскими ценностями. Разделить их, действительно, крайне сложно, учитывая знакомство Лян Цичао с переводами Янь Фу.
В 1897 году Лян Цичао опубликовал статью «О законе последовательной смены правления государя правлением народа», в которой впервые попытался дать определение государству и законам его развития. Государство он определял как «скопление людей», а его развитие описывал в терминологии Кан Ювэя как триаду: правление многих государей, правление одного государя, правление народа. Он также впервые стал использовать понятие «демократии» в виде транскрипции с английского термина — «демогэла» (кит. трад. 德漠格拉, пиньинь démògélā). Разъясняя его, Лян Цичао впервые использовал понятие гоминь (国民), то есть «народ государства, граждане».
Будучи националистом, Лян Цичао должен был ответить на вопрос, для чего носителям совершенной и высокоразвитой китайской цивилизации необходимо воспринимать «западные учения». Для этого он в своих ранних статьях на первое место выносил учение об управлении (чжэн сюэ). Чтобы стоять на равных с державами Запада, китайцам следует быть в курсе как собственных, так и западных учений, а в первую очередь — политических. При этом учения как китайских совершенных мудрецов, так и европейских философов, равно выражают глубинные принципы, универсальные для всех наций. В одной из статей 1899 года он обращал внимание на то, что Гуго Гроций и Томас Гоббс, «хотя и были обычными людьми, написали универсальные законы для 10 000 стран, и весь мир повинуется им. Летопись Чуньцю, написанная Конфуцием, также является универсальным установлением для всех поколений. Поэтому смешон тот, кто заявил, что Конфуций был не настолько умён, как Гроций и Гоббс!»
Несмотря на веру, что существуют универсальные законы природы и общества, ещё в конце 1890-х годов Лян Цичао был вынужден пересматривать взгляды на конкретное содержание некоторых вопросов. Так, он отрицал правоту Кан Ювэя, который, в свою очередь, усматривал прямую зависимость между существованием официальной христианской церкви и процветанием западных держав. Логичным выводом из этого было превращение конфуцианства в официальную религию для Китая. Не отрицая полезности конфуцианской церкви для просвещения и воспитания народа, Лян Цичао заявил, что главным компонентом процветания западных наций является свобода, в том числе свобода мысли. Прививать ценности свободы позволяет система самоуправления. В дальнейшем свобода как инструментальная ценность им никогда не отрицалась, более того, он был одним из немногих китайских интеллектуалов, который последовательно отстаивал ценность свободы самой по себе. В статье «Права государства и права народа» (1899) он заявил, что отсутствие свободы у народа и государства — это преступление, в котором виноваты сами граждане, отказавшиеся от права на свободу.

### Дух нации и «молодой Китай»
После переезда в Японию Лян Цичао в 1899—1900 годах опубликовал множество статей и эссе, которые отразили интенсивные духовные искания. Существенное место в этих статьях занимало философское обоснование ключевых понятий разрабатываемой им теории государства и общества. Ещё в статье «Разъяснение суждений об изменении установлений» он использовал термин юань ци (изначальное ци), рассуждая о том, что Китай тяжело болен и что следует в первую очередь «очистить кровь и укрепить юань ци». Это понятие имело антропоморфный смысл, причём методами укрепления ци признавались социально-экономические реформы. Более обстоятельно смысл «духа государства» Лян Цичао раскрыл в публикациях времён эмиграции, в том числе в книге «Теория изначальных духов демократических государств». По мнению Л. Н. Борох, это не случайно: представления Лян Цичао о духе государства оформились после знакомства с теорией цивилизации Фукудзава Юкити. Фукудзава полагал, что, кроме внешних проявлений цивилизации (школ, промышленности, армии и флота), существует «нечто, что охватывает всю нацию», которое нельзя увидеть, услышать, занять в долг или купить. Это и есть дух цивилизации. В свою очередь, это была японская интерпретация исторической концепции Г. Бокля, который считал, что именно самостоятельность коллективного духа обеспечила превосходство европейской цивилизации. Для передачи этого понятия Лян Цичао использовал китайский эквивалент цзиншэнь (дух — эссенция разума-духовности).
Рассуждая об общем духе цивилизованных народов, Лян Цичао утверждал, что цзиншэнь — это изначальное ци, которое создаёт граждан (гоминь), то есть субстанция порождает граждан, которые, в свою очередь, создают цивилизованное государство. Объясняя факторы, способствующие появлению изначального ци, Лян Цичао ссылался на Мэн-цзы (IIA, 2). Беспредельный дух наполняет промежуток между Небом и Землёй и свойственен каждому живому существу. Если не следовать Дао-пути и не придерживаться принципов должной справедливости, дух слабеет. То есть Лян Цичао следовал неоконфуцианской традиции рассмотрения государства и общества на космическом уровне, в рамках универсальных традиционных представлений. Носителем созидательной энергии является народ в целом, он является объектом «прямого вскармливания», обретает цзиншэнь и становится народом-гражданином. В дальнейшем эта концепция только усложнялась.
В феврале 1900 года Лян Цичао опубликовал статью «Учение о молодом Китае». Здесь определение государства явно следует западной политико-правовой традиции:

Имеется территория, имеется народ. Для проживающего на данной территории народа и управления делами территории, где народ проживает, сам народ создаёт законы и сам их соблюдает. Имеется держатель власти (чжуцюань), имеются ограничения (фуцун), каждый человек владеет властью, каждый человек себя ограничивает. Когда происходит именно так, тогда государство считается полностью сформировавшимся. Полностью сформировавшиеся государства появились на земном шаре сто лет назад.
Теория «молодого Китая» появилась в ответ на представления о Китае в японской и европейской прессе времён Ихэтуаньского восстания. Его рассматривали как государство, лишённое перспектив, своего рода «древнего старца». В китайской диаспоре такие рассуждения вызывали крайнее раздражение, так, один из лидеров студентов, обучавшихся в Японии, — Ян Ду — писал, что любые высказывания о возрасте Китая вызывали у соотечественников ненависть к иностранцам. Поэтому Лян Цичао заявил, что возраст государства не связан с длительностью его исторического существования. Взамен он классифицировал государства на полностью и не полностью сформировавшиеся, что и является критерием зрелости. Показателем сформированности является развитие демократических институтов, обеспечивающих право каждого человека на свободу. С такой позиции выяснялось, что, несмотря на тысячелетнюю историю, Китай является недооформленным государством. Таким образом, Китай должен был пробудить у себя национальное самосознание, но это не под силу консервативным элементам общества. Отсюда следовал тезис об особой исторической роли молодёжи и её ответственности за будущее государственное строительство.

### Теория обновления народа и поворот к консерватизму

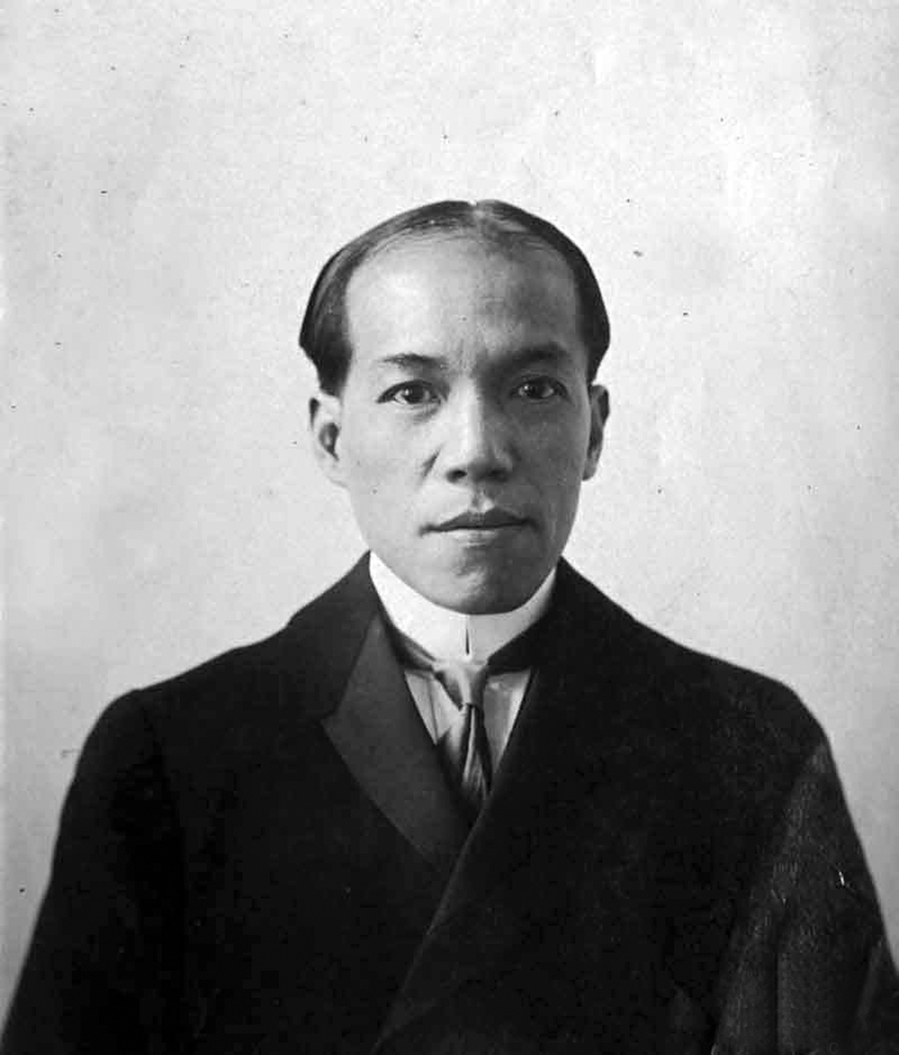
Лян Цичао в 1910 году

В 1902 году Лян Цичао приступил к публикации трактата «Об обновлении народа» (Синь минь шо, кит. 新民說), в том же году в одноимённом журнале «Синьминь цунбао» увидели свет 14 глав (в 20 номерах). В 1903 году были напечатаны ещё 4 главы (большая часть года поглотила поездка в США), а заключительные главы были выпущены лишь в 1904 и 1906 годах. Трактат примечателен тем, что излагает его собственное учение, приведённое в согласие с китайской культурной традицией. Здесь почти отсутствовали ссылки на европейских мыслителей, а отсылок к японским авторитетам не было вообще. Чаще всего цитировались Конфуций, Мэн-цзы, Ван Янмин, Цзэн Гофань и династические истории; концептуально Лян Цичао решительно апеллировал к Мэн-цзы. Вместе с тем категория «обновления» (синь) восходила к конфуцианскому канону «Да-сюэ» в трактовке Чжу Си. Чжан Хао, характеризуя содержание трактата и его заглавие, отметил, что синь минь имеет два смысла: в форме глагола это — renovation of the people, а как прилагательное — new people. По Л. Н. Борох, в истолковании Лян Цичао идея обновления была связана с концепцией переходного периода, а мысль о соотношении процессов личного самообновления и обновления народа стала в трактате доминантной.
Длительный срок публикации трактата привёл к тому, что и позиция автора, и тон его рассуждений претерпели существенную эволюцию. В первых главах Лян Цичао смотрел в будущее с оптимизмом и считал, что приобщение народа к политической жизни и навыкам демократии пройдёт легко. Для этого китайцам следовало познакомиться с западными жизненными ценностями, а самое главное — приобрести новую социальную этику общего блага (гун дэ). Традиционные конфуцианские ценности должны быть обновлены и тем самым переструктурируют сознание соотечественников, изменив их отношение к обществу и государству. Если воспринять термин дэ в его традиционном значении — магической силы, посылаемой Небом, оказывается, что «общее дэ» благотворно подействует на Китай и позволит ему сохраниться в мире. Поездка в США в 1903 году и восприятие теории этатизма привели его к серьёзному кризису, поскольку Лян Цичао впервые осознал разницу менталитетов и то, что перенос в Китай западных политических моделей вызовет проблемы психологического характера. В те годы Лян Цичао мог даже бичевать «рабскую природу» китайцев и пришёл к неутешительному выводу, что в национальной истории отсутствуют предпосылки для создания демократической системы управления. Хуже того: западная модель общества как конгломерата «единиц», сплочённых этическими установками, не является гарантом демократических ценностей. Общество может быть только базой для индивидуализма и возможного роста персонального статуса. В этом плане он пришёл примерно к тем же выводам, что и А. И. Герцен: отсталым народам следует набрать как можно больше свободы. Восприняв теорию Аристотеля о трёх слоях общества и его же предостережение об охлократии, а также памятуя о Великой французской революции, Лян Цичао к 1906 году полностью отрёкся от идеалов республики и социализма. Во имя сохранения Китая на карте мира Лян Цичао заявил, что для этой страны наиболее целесообразен режим просвещённой монархии. Признание неготовности народа к преобразованиям привело Лян Цичао к пристальному вниманию к политике Бисмарка, а наилучшее соотношение авторитаризма и свободы в его понимании существовало в Германии.
Лян Цичао разочаровался и в идее преобразования этики. Происходящий на его глазах интенсивный контакт Китая с Западом привёл лишь к деформации национальных ценностей. Высшим моментом в теоретических построениях Лян Цичао стал его возврат к наследию предков, когда он признал, что каждое общество «вскармливает» своих людей, исходя из традиционных ценностей. У китайцев это четыре конфуцианские базовые ценности (сы дэ) — жэнь-гуманность, и (долг-справедливость), ли-ритуал и чжи-разумность. Возврат к четырём дэ — это единственное средство спасения Китая от гибели. Тезис о неготовности китайцев к демократии вызвал разочарование эмигрантских кругов в самом Лян Цичао, категорически был с ним не согласен и Сунь Ятсен. Впрочем, и консерваторы не приняли Лян Цичао. Об этом свидетельствует уничтожающая критика, которой Ляна подверг в своём романе 1906 года «Краткая история цивилизации» Ли Баоцзя. Лян выведен под именем Янь Ихуэй и описан как плагиатор, который отправился в Америку, чтобы заработать там денег на издание своих трудов и пропаганду сомнительных «реформ». В романе был спародирован стиль прозы Лян Цичао:

У кошки четыре лапы, у собаки тоже четыре, значит, кошка — это собака. Семена лотоса круглые, а не плоские; семена лотоса сладкие, а не солёные; семена лотоса едятся людьми, а не едят людей. Да здравствуют бананы! Да здравствуют груши! Да здравствуют бананы и груши!

## Лян Цичао и социализм

### Ранние представления Лян Цичао о социализме
Первые попытки передать в китайском языке понятия о коммунизме и социализме начались в 1870-е годы, в связи с переводческой деятельностью китайских авторов и иностранных миссионеров, которые писали о Парижской коммуне и деятельности анархистов. К концу 1890-х годов более или менее устоялись два термина: жэньцюньчжуи (кит. 人群主义: «человеческое общество» + суффикс «-изм», составленный из иероглифов чжу и — «принципиальная идея» кит. 主义). Далее был заимствован японский термин шэхуэйчжуи (кит. 社会主义), в котором первый иероглиф состоял из элементов «дух» и «земля»; в сочетании со вторым иероглифом это означало деревенскую ярмарку или собрание общины. Лян Цичао в своих статьях использовал оба термина. Интерес Лян Цичао к социализму возник из его штудий в области сциентизма, а также увлечения идеями Милля и Бентама об утилитаризме. Принцип достижения наибольшего счастья для максимального числа людей он связывал с идеалом своего учителя Кан Ювэя о Великом единении (Датун), причём Лян утверждал, что аналогичный идеал предлагали пророки буддизма, конфуцианства, христианства и Жан Жак Руссо. При этом Китай не готов к достижению мира Датун, и добиться счастья для большинства населения там невозможно. Объединение идеалов социализма и утилитаризма Лян Цичао представил в статье о политическом учении Аристотеля, в которой заявил, что левые партии Европы заняты пропагандой утилитаризма. Кроме того, в 1903 году Лян Цичао представил публике статью «О русской партии нигилистов», основанной, преимущественно на книге Кэмуямы Сэнтаро (煙山専太郎, 1877—1954) «Современный анархизм». Поскольку свою публицистику Лян адресовал китайским читателям, его прежде всего интересовал вопрос, почему русские революционеры пошли по пути индивидуального террора вместо подготовки массового крестьянского восстания. Констатировав полный провал революционного движения, Лян Цичао сформулировал шесть причин, по которым в России не может произойти народного восстания. По Л. Н. Борох, это была первая работа китайского автора, который пытался спроецировать опыт революционной борьбы в России на Китай. Примечательно, что уже в 1903 году Лян Цичао понимал, что социализм не является единым и целостным учением. С самого начала он крайне отрицательно относился к общности имущества и уравнительности.
В 1902 году Лян Цичао опубликовал статью, посвящённую английскому социологу Бенджамину Кидду. Излагая его доктрину, Лян упомянул имя Карла Маркса (кит. упр. 马克思, пиньинь mǎkèsī), сопроводив его комментарием «вершина германского социализма». Долгое время это считалось вообще первым упоминанием Маркса на китайском языке, однако позднее выяснилось, что ещё в 1899 году миссионер Тимоти Ричард и Цай Эркан писали о нём, реферируя издание книги всё того же Кидда. В указанной статье Лян Цичао решал «самый великий мировой вопрос»: перспективы развития цивилизации и её конечные цели. Специально марксизмом Лян не интересовался, отбор учений он проводил исходя из теории эволюции. Маркс упоминался им трижды — как критик Г. Спенсера, в сопоставлении с Гексли и Киддом и в противопоставлении Ницше. Кидд (а за ним и Лян Цичао) в одном ряду с Марксом упоминал Прудона, Бакунина и Беллами и заявил, что социалисты, стремясь уничтожить конкурентную борьбу в обществе, нарушают закон эволюции, лишая общество стимулов к развитию. В дальнейшем именно это определяло отношение Лян Цичао к социализму вообще и первую реакцию на марксизм.

### «Китайский социализм»
В том же 1902 году Лян Цичао опубликовал статью «Китайский социализм», в которой представил все свои сложившиеся взгляды на этот вопрос. Он вводил статью описанием следующих принципов:

Социализм — особое направление, появившееся в мире в последние сто лет. Самая главная его идея в общих чертах сводится к тому, что земля обобществляется, капитал обобществляется. Только труд является источником всех ценностей. Маркс говорил: «Современное экономическое общество поистине создавалось [путём] захвата меньшинством земли у большинства». Лассаль говорил: «Все землевладельцы и капиталисты — воры и грабители». Подобные высказывания возбуждают большой интерес.
Объясняя основной принцип социализма — обобществление, Лян Цичао пользовался термином своего учителя Кан Ювэя гуйгун — «возвращать всем на благо». Такое объяснение очень характерно для мышления Ляна, который объяснял социализм через экономические категории. Однако основной вывод его весьма примечателен: «Китаю всё это было издавна присуще». Значительную часть статьи занимает пересказ указа Ван Мана из «Книги Хань». Марк Бернал полагал, что этим Лян Цичао хотел провести аналогию между современным социализмом и тем фактом, что нечто подобное уже осуществлялось в китайской древности. Далее Лян Цичао проводил параллели между современным ему отношением социалистов к обобществлению сельскохозяйственной собственности и сунским учением Су Сюня и ссылался на учредительный манифест Первого интернационала, известный ему в японском переводе. В выводной части статьи Лян Цичао констатировал тождество древнекитайского идеала цзин тянь и западного социализма.

### Дискуссия о социализме 1920—1921 годов

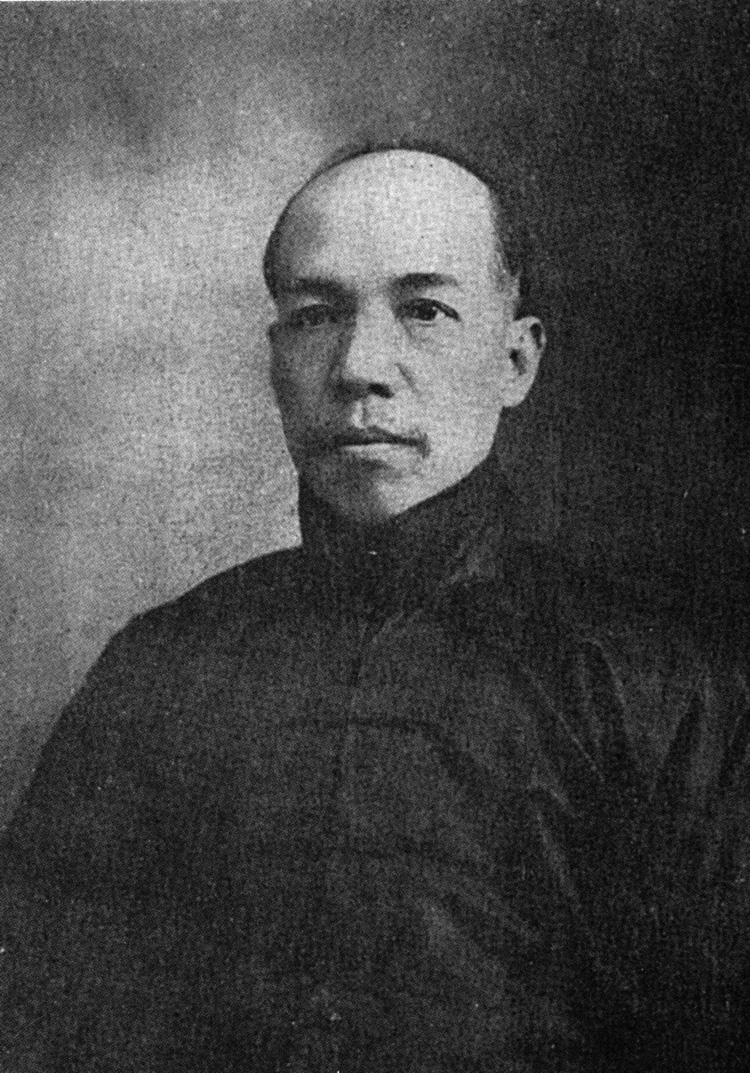
Лян Цичао на склоне лет

Первая вялотекущая дискуссия о социализме проходила в Китае в первом десятилетии XX века в виде полемики революционеров круга Сунь Ятсена с реформаторами толка Кан Ювэя и Лян Цичао. В этой дискуссии затрагивалась кардинальная для тогдашнего общества проблема выбора пути развития. Полемика велась на страницах двух изданий — журнала Лян Цичао «Синьминь цунбао» (печатавшегося в Иокогаме) и органа Сунь Ятсена и Чжан Бинлиня «Минь бао» (в Токио). Полемика продолжалась несколько лет во всех странах, где выходили китайские газеты, и в конечном счёте к 1908—1909 годам расколола китайскую эмиграцию
Лян Цичао, по его собственным неоднократным заявлениям, признавал социализм как «возвышенный и благородный принцип». В то же время он искренне считал, что государственный социализм реализован в кайзеровской Германии и Австро-Венгрии (господство капитала ограничено государством). Это напрямую транслировалось на китайскую действительность — расширение экономических прав народа ограничит всевластие чиновников и разбогатевших купцов. По мысли Лян Цичао, впервые социалистический эксперимент в истории Китая провёл Ван Ман. Элементы социализма он наблюдал и в Японии эпохи Мэйдзи — национализация стратегических отраслей промышленности и правительственная стимуляция и регламентация предпринимательской деятельности в других отраслях. Это противопоставлялось социалистической революции, от которой Лян Цичао не видел никаких позитивных последствий.
Во время второй и третьей дискуссий о социализме 1920—1921 годов, проводившейся в условиях победы Октябрьской революции в России, печатные органы Исследовательской группы, возглавляемой Лян Цичао, охотно печатали материалы Ли Дачжао. Лян Цичао в тот период решительно заявлял, что конечной целью развития человечества является реализация идеала Датун, который, в общем, совпадает с социализмом, однако в условиях Китая его реализация невозможна. 15 февраля 1921 года в журнале «Гайцзао» Лян Цичао опубликовал «Ответ на письмо Чжан Дунсуня о социалистическом движении», в котором подчёркивал, что социализм — это идеал далёкого будущего, а капитализм — реальность, в которой приходится жить. Более того, и Лян Цичао, и Чжан Дунсунь откровенно заявляли, что марксисты, в том числе большевики, представляют далеко не самый совершенный вариант социализма. Для условий Китая более подходящим представлялась теория и практика гильдейского социализма, причём Лян Цичао лично более нравился синдикализм. «Покраснение» Китая в условиях того времени может быть лишь «искусственным» и приведёт к возникновению «ложного» социализма. С. Р. Белоусов отмечал, что ход дискуссии и аргументация сторон удивительным образом совпадали со взглядами русских легальных марксистов конца XIX века (П. Б. Струве, М. И. Туган-Барановский, С. Н. Булгаков, С. Л. Франк и Н. А. Бердяев). Почти одинаковые аргументы и лексику использовали не только Лян Цичао и Чжан Дунсунь, но и Пэн Иху, Цзян Боли и другие. Позднее к дискуссии подключился Чжан Цзюньмай, который соглашался с мнением Лян Цичао о неизбежности и необходимости развития Китая по капиталистическому пути. В своей монографии «Развитие неоконфуцианской мысли» он особо останавливался на невозможности «перескочить» через стадию капитализма как в политическом и экономическом отношении, так и в отношении эволюции общественной мысли.

### Дискуссия о науке и метафизике
Дискуссия о науке (кэсюэ) и метафизике (сюаньсюэ) была органически связана с Движением за новую культуру и отражала глубокий раскол в китайском интеллектуальном сообществе после Синьхайской революции. Эту дискуссию обозначил в 1918 году Янь Фу, заявив об осознании факта, что и европейские теоретики сомневались в рациональности западного общества и системы ценностей, основанной на узкопрагматической, материалистической науке. При этом Первая мировая война резко обострила иррациональный страх перед наукой, на которую возложили ответственность за крушение привычного образа жизни. Война также избавила западное общество от иллюзий в отношении республиканизма. Янь Фу не дожил до начала основной части дискуссии, поэтому программные тезисы и саму концептуальную основу полемики сформировал Лян Цичао после возвращения из Европы. С 6 марта по 17 августа 1920 года во влиятельном пекинском издании «Чэнь бао фукань» публиковалась книга Ляна о поездке в Европу. Одной из примечательных мыслей Лян Цичао была ответственность китайцев за судьбу мировой цивилизации; только синтез позитивных элементов китайской и западной культур оставляет европейцам надежду на «преодоление кризиса материалистичной цивилизации». Вкупе с выступлениями Лян Шумина, Лян Цичао подготовил концептуальную основу полемики. В дальнейшем он поддерживал сторону Чжан Цзюньмая, ратуя за включение работающих элементов западной культуры в китайскую, но уже, по выражению С. Р. Белоусова, «без особого энтузиазма».

## Исторические воззрения

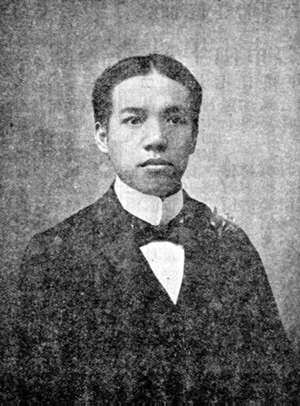
Лян Цичао. Портрет из газеты Tung Wah News, 17 April 1901

### Знакомство Лян Цичао с современной историографией
Пик интеллектуальной активности Лян Цичао пришёлся на 1902 год, причём, по замечанию Тан Сяобина, «интеллектуальное разнообразие и производительность никогда не была превзойдена ни им самим, ни кем-либо из современников». В 1902 году Лян начал издание двух журналов, в которых опубликовал в общей сложности 65 работ разного объёма, в том числе «Об обновлении народа», «Новое учение об истории» и «Древнегреческая мысль», биографии Дарвина, Монтескьё, Лайоша Кошута, Мадзини, Декарта, Бентама, Кидда и Аристотеля, а также 130-страничное эссе о поэзии. Все перечисленные тексты увидели свет в журнале «Синьминь цунбао», который Лян Цичао заполнял материалами практически единолично. В параллельно издаваемом литературном журнале Лян Цичао начал публикацию своего политического романа о Новом Китае и перевода одного из трактатов К. Фламмариона. Тан Сяобин обратил внимание, что почти во всех заглавиях его работ от 1902 года встречается понятие «новый» — применительно к человеческой личности, гражданству, историографии и в целом Китаю. Равным образом, Джозеф Левенсон впервые обратил внимание на то, что практически во всех названиях своих работ после эмиграции в Японию Лян Цичао использовал иероглиф мэн (孟) — фамилию Мэн-цзы, который в новых условиях использовался в новом же значении, в том числе как транскрипция фамилии Монтескьё (кит. трад. 孟德斯鳩, пиньинь mèngdésījiū). Равным образом, Лян Цичао активно использовал японское понятие бунмэй, переведённое на китайский (кит. трад. 文明, пиньинь wénmíng), которое означало не просто культуру и цивилизацию, а цивилизацию модернизированного Запада.
Столкнувшись в Японии с опытом современной цивилизации, Лян Цичао не мог не осмысливать его именно в исторических категориях. Получив традиционное конфуцианское образование, он понимал современность через исторический дискурс: «исходя из прошлого, можно было производить синтез и объяснять различия». В том же 1902 году Лян опубликовал статью «Руководство к японским книгам», в которой попытался выделить 10 предметных областей, объясняющих превосходство японского знания перед китайским. Именно в этой статье он поместил подробную аналитическую библиографию книг по истории, доступных ему в тот период (50 заглавий в 108 томах). Исторические тексты он классифицировал по 8 разделам: всеобщая история (включая западную), история Востока (включая Китай), история Японии, история отдельных стран Запада, история прочих стран, теория истории, историография, биографии.
Для Лян Цичао необходимость исторического знания и конструирования новой китайской исторической науки была неоспорима. История была для него единственной наукой, которая была способна объяснить развитие цивилизации и всех её составляющих. Однако Лян был поражён методологической беспомощностью доступных ему трудов. Даже японские историки, работая с материалом всемирной истории, по сути, сводили её к истории Запада. Постигая современную историографию с нуля, Лян Цичао не обольщался её «объективностью», поскольку сразу столкнулся с европоцентризмом и мифом об арийской расе, которая якобы была переносчицей всех высших достижений культуры. Более того, в переводных книгах по всемирной истории отсутствовали Китай и Япония. Дошло до того, что полностью усвоивший позитивистский и европоцентристский взгляд на историю Тамэюки Амано заявил, что ни одна восточная страна недостойна включения её во всемирную хронику. Однако, когда Лян Цичао познакомился с периодизацией всемирной истории (Античность, Средневековье, Новое и Новейшее время), он сразу же понял причины исключения Китая из этой схемы: европейская историография формировалась в эпоху войн и революций, и только к XX веку Запад вошёл в эпоху стабильности. Китай же тысячу лет пребывал в эре стабильности и лишь ныне стал входить в семью «исторических народов».
Изучая шеститомник «История Китая» (яп. 支那史) Сандзиро Исимура и Камэтаро Такигава, Лян Цичао обнаружил, что 6000-летняя история этой страны традиционно разбита по династиям, без привязки к эпохам всемирной истории. Это стало фокусом критики традиционной историографии, поскольку в её рамках история сводилась к хронике событий, рассматриваемых вне причинности и исторической актуальности. В «Руководстве к японским книгам» Лян Цичао категорически заявил:

Китай — одна из пяти стран, породивших мировую цивилизацию, и её культура развивалась тысячелетиями и не прерывалась. Этим поистине можно гордиться, однако развитие и прогресс этой цивилизации никогда не описывались исторически. По этой причине китайские мудрецы знают только о династиях, но не обществе как целом, и только о политике, но не цивилизации.
Новое восприятие истории выразилось ещё в 1900 году в новогодней «Оде молодому Китаю». Лян Цичао с негодованием отверг эпитет «древняя великая империя», утверждая, что национального государства Китай никогда не существовало. Китайцы никогда не различали государства и общества, нации и культуры, поскольку с древности Китай существовал в изоляции, окружённый народами на более низкой ступени развития. Только когда китайцы осознают себя нацией, они станут в полной мере агентами всемирной истории.

### «Новое учение об истории»
Основные исторические труды Лян Цичао опубликовал в 1901 году — это были статья о периодизации и собственно трактат «Новое учение об истории» (1902). Рассуждая о периодизации, Лян Цичао полагал, что можно привязать историю Китая к общепризнанным на Западе историческим эпохам. Однако он предложил дополнить хронологический ряд ещё и географическим пространством. Например, китайская древность будет охватывать период от легендарного Жёлтого императора до объединения Китая Цинь Ши-хуанди в 221 году до н. э. По Лян Цичао — это эпоха, когда Китай становился Китаем, то есть период эволюции, консолидации и складывания китайской нации. Китайское Средневековье, таким образом, длилось от эпохи Цинь до правления маньчжурского императора Цяньлуна, когда Китай сделался важнейшим центром притяжения для всех народов Азии и активно с ними взаимодействовал. Огромная протяжённость имперской эпохи легко объяснима медленными темпами прогресса, поскольку китайская цивилизация развивалась непрерывно и никогда не испытывала конкуренции. С начала XIX века наступило Новое время, в которое история Китая стала встраиваться во всемирную историю из-за столкновения с цивилизацией Запада.
Для Лян Цичао было характерно очень быстрое интеллектуальное развитие, что немедленно влекло за собой изменение воззрений. К моменту начала публикации «Нового учения об истории» (кит. трад. 新史學, пиньинь xīnshǐxué) в 1902 году, Лян пришёл к выводу, что важнейшим фактором развития современного ему мира являлся национализм, переходящий в империализм, поскольку национальные границы противоречат тенденциям мирового развития. Таким образом, национализм превращается в «национал-империализм», который является как идеологическим концептом, так и аналитической категорией. Новая реальность требовала отказа от традиционных методов исторического познания в условиях идеологической борьбы. Как отмечал Чжан Хао, формирование китайского национализма и новой китайской историографии шли рука об руку, причём с самого начала здесь было представлено два течения. Если Сунь Ятсен считал китайский национализм по преимуществу антиманьчжурским, то Лян Цичао полагал его возникшим в результате агрессии западных держав. Традиционная идеология в его понимании «воспитывала интеллектуальное рабство», тогда как «вера должна защищать людей, а не защищаться людьми».
Новое историческое пространство — борьба наций — требовало новой историографической практики и совершенно иного восприятия исторического времени и иного исторического сознания. Это означает, что Лян Цичао ввёл в китайскую историографию идею прогресса, непрерывности времени и единства времени-пространства. Тем не менее, несмотря на декларации, с китайским традиционным универсализмом окончательно покончить Лян Цичао не удалось. Это выразилось в восприятии им теории исторических и неисторических народов, которую он скрестил с расовой теорией. Исторические расы могут сформировать внутренне сплочённое, интегрированное общество, которое способно к внешней агрессии и отражению иностранных вторжений. Используя западную терминологию XIX века, Лян Цичао утверждал, что историческими являются только белая и жёлтая расы, но и между ними существует сильный антагонизм.

### Национализм и биографии героев
Лян Цичао осознавал, что нация в значительной степени является абстрактным понятием, и поэтому заявил, что исторический прогресс реализуется через действия героев и через них же может быть описан. Появление героев и уровень развития национального самосознания были в понимании Ляна прямо связаны между собой, поэтому в своём журнале «Синьминь» он призывал китайцев всемерно развивать национальный дух и предприимчивость. Эталонными героями Запада он называл Колумба, Мартина Лютера, Кромвеля и Мадзини, которым были свойственны сугубо конфуцианские добродетели: стойкость и преданность. Иными словами, исторические повествования в новой исторической науке Лян Цичао всегда принимали форму биографии героя. Первой биографией выдающегося европейца, представленной Лян Цичао своим китайским читателям, была история Лайоша Кошута, опубликованная в том же 1902 году. Причина выбора именно этого персонажа объяснялась в предисловии самим автором: венгерский патриот скончался в 1894 году, то есть был героем современности, а основные побудительные мотивы его деятельности (борьбы с деспотизмом) могут оказаться «подходящим примером для жёлтой расы».
Форма представления материала уже была отработана в «Биографии учителя Кана Наньхайского» (то есть Кан Ювэя), опубликованной в «Цинъи бао» в 1901 году. Лян Цичао в предисловии к ней утверждал, что написал текст всего за 48 часов, не сходя с места, стремясь представить наиболее полный и неприукрашенный портрет учителя. Биография отличалась и тем, что, помимо основных политических и идеологических концепций, был представлен механизм проделанной Кан Ювэем мыслительной работы. Так же, как и «Биография учителя…», жизнеописание Кошута вводится историческим очерком, характеризующим время и страну главного героя, крайне необходимым для сопряжения национального и индивидуального. Это также восходило к максиме Мэн-цзы «понять человека через его время». Однако дело Кошута, как и Кан Ювэя, было проиграно; Венгрия не получила независимости, а заслуги учителя будут оценены лишь в будущем. Позитивную модель биографии героев Лян Цичао нашёл в итальянском Рисорджименто.
Летом 1902 года в журнале «Синьминь» были одновременно опубликованы биографии Гарибальди, Мадзини и Кавура. По мнению Тан Сяобина, в этих текстах Лян Цичао продемонстрировал способность ясно представить избранную историческую эпоху, комплексно проанализировав её. Он тщательнее работал с доступными ему источниками, поэтому ошибок и искажений здесь меньше, чем в биографии Кошута. Однако главный пафос биографии остался прежним — представить китайскому читателю различные сценарии последствия реформаторского движения и революции. Во введении Лян писал, что вдохновлялся двумя задачами: научить китайцев патриотизму на примерах итальянских национальных героев и тем самым дать верное направление для национального возрождения. Пример был более чем показательным: в начале XIX века Италия была разорвана на множество государств, из которых собственно итальянцами управлялось единственное Сардинское королевство. «Италия была сведена к географическому пространству, а не политическому образованию». Напротив, в конце века Италия оказалась централизованным индустриальным государством, с конституционным строем и независимой внешней политикой. При этом деяния Мадзини, Гарибальди и Кавура описаны с использованием традиционного концепта «воли Неба» (которое ни разу не упоминается в биографии Кавура). Так, Небо попустило родиться Мадзини в тот год, когда Наполеон короновался владыкой Италии. При этом каждый из трёх героев исполнял особую функцию, так, Кавур «отвечал потребностям своего времени», тогда как Мадзини — будущего.

### Интеллектуальная история
После возвращения из Европы в 1920 году и разочарования в западной цивилизации Лян Цичао предстояло заново осмысливать историческую реальность. Хотя по состоянию здоровья он не смог вернуться к проекту написания общей истории Китая, его работы по истории философии демонстрировали серьёзные интеллектуальные достижения. В 1920 году вышел в свет «Очерк учений династии Цин» (Циндай сюэшу гайлунь), написанный на одном дыхании за две недели. Побудительным толчком было написание предисловия для «Истории итальянского Ренессанса» Цзян Фанчжэня. Лян Цичао пришёл к выводу, что Ренессанс был великим освобождением человеческого духа, маскировавшимся под подражание античности. Это роднило его с китайской культурой, так же, как и внимание к древней текстологии. Таким образом, цинскую науку он прямо связывал с европейским Возрождением. Главным содержанием цинской мысли было «возрождение древности» путём освобождения от сунского и минского неоконфуцианства. Для Лян Цичао важным был факт, что цинская эмпирическая мысль была для Китая исключительно редким явлением, поскольку представляла собой массовое движение интеллектуалов — «волну». При этом он считал, что любая идеология (она же религия), раз возникнув, сначала вызывает сопротивление, затем привыкание, которое является самым продуктивным периодом для того или иного учения, но затем следует упадок, когда основополагающие идеи становятся рутиной, и их разумный смысл забывается. Это Лян Цичао описал в буддийской терминологии, поскольку любая преходящая мысль обязательно проходит через четыре стадии: рождения, жизни, трансформации и смерти. Поскольку возрождение древности немыслимо без правильного понимания прошлого, и в европейской ренессансной мысли, и в цинских школах в первую очередь изучали текстологию, филологию, то есть на первое место выходили антикварные исследования, и лишь затем эмпирические дисциплины вышли на первое место. Лян Цичао констатировал, что естественное развитие китайской мысли было насильственно прервано иностранным вторжением и Тайпинской революцией, но завершал свой труд оптимистически. Он утверждал, что Китай находится на пороге создания новой культуры и мысли, основанной на рациональном научном подходе и такой экономической системе, которая «ближе всего к нынешним социалистическим теориям».

### Цель истории и единство исторических судеб китайской нации
В 1922 году Лян Цичао опубликовал свою лекцию в Нанькайском университете «О методе изучения истории». По Тан Сяобину, сопоставление её с «Новым учением» 1902 года очень показательно. Лян Цичао вернулся к теории и методологии истории на материале собственных трудов. Он столкнулся с тем, что традиционные историографические труды имеют огромный объём и сложную структуру, но при этом не могут быть отброшены и преданы забвению. По сути, это был полный разрыв с собственными радикальными взглядами: китайская историография не являлась «собранием эпитафий» или «свалкой разрозненных фактов», напротив, это сложнейшая традиция «сама в себе», которая почти невозможна для прочтения современным человеком, но при этом она должна быть прочитана. Лян Цичао заявил, что необходимо изменить само отношение к человеческой истории: реорганизовать объективный материал и так преобразовать историческую память, чтобы её тесная связь с текущей действительностью была бы наглядной. В этом отношении европейская историография демонстрировала непрерывное развитие в течение 200 последних лет и, кажется, не собиралась останавливаться. Лян Цичао при помощи сыновей перевёл на китайский язык «Очерк всемирной истории» Герберта Уэллса и неоднократно ссылался на него. Общее определение историографии также поменялось:

Что есть история? Это то, посредством чего фиксируются формы непрерывной деятельности человеческого общества, оценка его достижений, поиск причинных связей и что служит беспристрастным зеркалом для широкой публики в своей современности. Это то, что рассказывает о деяниях древних китайцев, чтобы послужить нынешней китайской нации, и только это беспристрастное зеркало зовётся китайской историей.
Лян Цичао не отказался от прагматической роли историографии и её националистического предназначения. Однако он осознал, что прошлое — это текст, который порождает у каждого поколения свои смыслы и служит их оправданием. Отдельно он сформулировал цели написания истории:
1. Чтобы продемонстрировать пути формирования и развития китайской нации и вовремя выявить причины, по которым она возникла, сформировалась, достигла процветания, и предупредить малейшие признаки упадка;
2. Чтобы описать историю этнических групп, которые жили и действовали на современной территории Китая, контактов и взаимодействия между ними;
3. Чтобы описать культуру китайской нации, её основы и последствия взаимодействия с другими культурами мира;
4. Чтобы точно сформулировать характеристики китайской нации и её место в общей ответственности за судьбы будущего мира[130].

Лян Цичао полностью отказался от позитивизма и прекрасно понимал, что читатель традиционных историографических памятников должен прежде всего ответить на вопрос «для кого история написана?». Поэтому старая история предназначалась для образованной элиты или правящего класса, тогда как современная история имеет своей аудиторией нацию. Лян Цичао неоднократно цитировал анекдот о Кромвеле, который приказал художнику писать его «какой он есть», но использовал его для иллюстрации иной идеи. По Ляну — история усиливает самосознание нации, поэтому не терпит фальсификации и обмана.

Разве не ясно, что история — это представление о человеческой деятельности в прошлом? Поскольку эти действия были совершены в прошлом, те, кто действовал, давно исчезли. Но в таком случае, как же можно представить их? Истинная история напоминает кинофильм. Картина на экране состоит из множеств одиночных снимков с натуры. Когда кадры один за другим собраны воедино, они наматываются на катушку, и проходящий через них [кадры] свет демонстрирует картины жизни. Без отдельных кадров не было бы необходимости наматывать [плёнку] на барабан, но как только ролик намотан, он образует единое целое, в котором отдельные кадры не более чем элементы целого.

## Лян Цичао и китайская литература

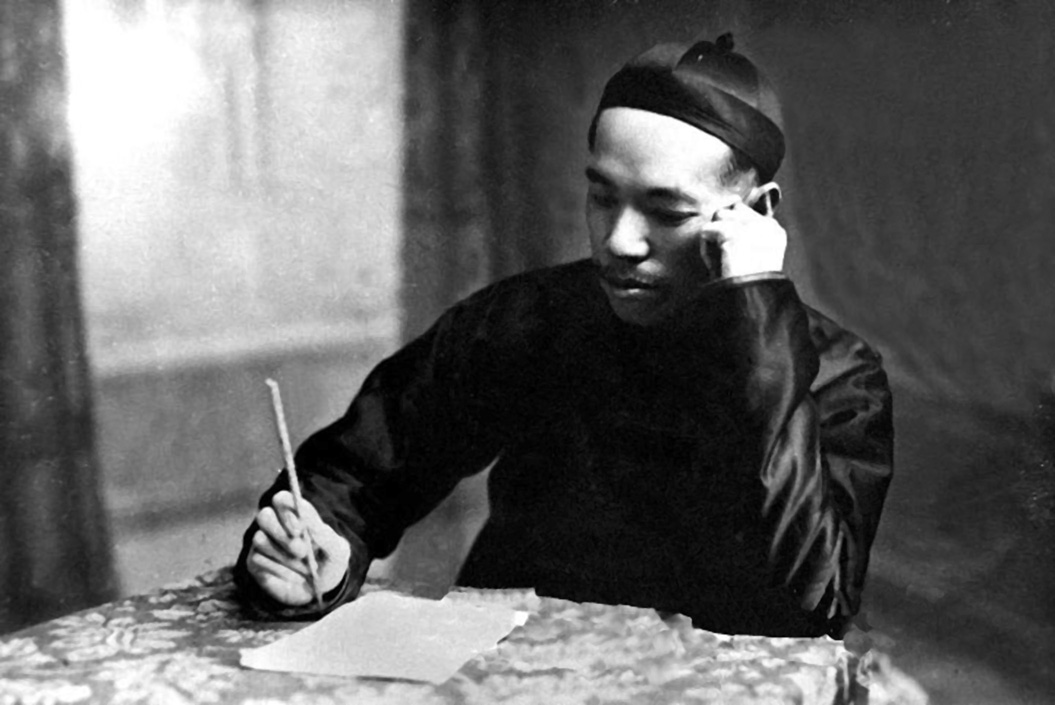
Лян Цичао за письменным столом

### Вопрос о языке и просвещении
Современная китайская культура пережила между 1915—1917 годами так называемую «Литературную революцию», которую теоретически обосновали Ху Ши и Чэнь Дусю и сплотившаяся вокруг них редакция пекинского журнала «Синь циннянь». Однако этим процессам предшествовала деятельность выдающихся деятелей культуры конца XIX века: поэта Хуань Цзуньсяня, переводчика Линь Шу и критика Ван Говэя. Лян Цичао в этом контексте проявил себя как писатель-универсал, пропагандист и реформатор языка, поэзии, драматургии и романического жанра. Тем не менее, Лян Цичао никогда не считал себя писателем, и литературная деятельность в его интеллектуальной биографии всегда была вторичной, он обращался к изящной словесности в редкие моменты досуга или болезней, которые не позволяли ему заниматься чем-либо другим. Его единственный роман, пьесы и литературные переводы так никогда и не были закончены; значительная часть этих произведений так и осталась в рукописи и была опубликована посмертно. У отца и в академии «Сюэхайтан» Лян Цичао получил классическое образование в архаизаторском духе, который культивировался маньчжурскими властями. С мировым искусством — в том числе словесным — он познакомился только после 1898 года в Японии, и только по японским и китайским переводам. Этим, в частности, объясняется неопределённый характер отсылок к западным философским и литературоведческим концепциям. Более конкретное представление он имел о русской культуре, но и оно восходило к вторичным источникам. Однако эстетическая чуткость Лян Цичао позволяла компенсировать указанные недостатки, помогал ему и большой круг общения.
Лян Цичао рано осознал необходимость языковой реформы, несмотря на то, что сам был отличным знатоком вэньяня и классической стилистики; на этом языке написано большинство его трудов, в том числе 1920-х годов. Его глубоко обеспокоила статистика, согласно которой в Китае грамотность не превышала 20 % от численности населения, в Японии этот показатель достигал 80 %, и США — примерно 96 %. Поэтому, долго живя в Японии, он считал допустимым принятие для китайского языка фонетического алфавита в дополнение к иероглифам. Для системы образования он считал крайне необходимым внедрение разговорного байхуа, но в конечном счёте даже свои переводы и публицистические статьи писал на вэньяне, который предпочитал из-за «точности и краткости». Он писал менее изощрённым языком, чем Чжан Бинлинь, хотя и воспроизводил все особенности школярского стиля, включая параллелизм построений и фрагменты рифмованной прозой; при этом для удобопонятности Лян Цичао стал использовать пунктуацию, разбивая большие периоды. Позднее именно его система легла в основу используемой в современном китайской языке пунктуации. Собственный стиль он сам же обозначил как «новый». Вопросы образования были одними из важнейших в публицистике Ляна ещё с 1896 года. Например, для того, чтобы модернизировать язык, он предложил составить серию учебников для 7 важнейших предметов средней школы, ограничившись 2000 иероглифами. В школьную программу он предложил ввести повествовательные тексты на народном языке и романы, чтобы можно было знакомить школьников с широким спектром сведений в увлекательной форме. Кроме того, такая форма учения должна была стимулировать интерес и любовь к чтению, поскольку древние каноны вообще не соотносились с повседневным опытом. Лян Цичао также указывал, что в Китае читателей «Речных заводей», «Троецарствия» и «Сна в красном тереме» намного больше, чем Шестиканония; то же касается иностранцев, изучающих китайский язык.

### Поэзия
К теории поэзии Лян Цичао обратился в 1890-е годы, когда общался с Ся Цзэнцо и Тань Сытуном. Этот узкий круг единомышленников стремился реформировать поэтический язык, заменив формальные тропы книжников эмоциональной патриотической поэзией, пронизанной верой в возрождение Китая. Новый поэтический язык должен был выражать новые идеи, для чего в первую очередь использовались буддийские понятия и заимствования из японского языка. К 1896 году Лян, Ся и Тан пришли к идее «поэтической революции». Примечательно, что до знакомства с ними Лян Цичао не пытался писать стихов, несмотря на всю свою образованность; по собственному признанию, к 1899 году он помнил наизусть не более двухсот классических стихотворений. Позднее он стыдился юношеских попыток писать сверхсложные стихи «тёмным стилем», непонятные никому, кроме единомышленников. В дневнике путешествия на Гавайи в 1899 году Лян Цичао констатировал, что не имеет поэтического таланта («чтобы писать в наше время, требуется стать Магелланом и Колумбом в поэзии»), но ему нравится читать, анализировать и обсуждать стихи. Тем не менее, в 1901 году он написал поэму «Восемь бессмертных поэзии» — подражание Ду Фу — в которой перечислял всех поэтических авторитетов из круга Кан Ювэя. Среди перечисленных им авторов — Цзян Чжию (которого он публиковал в «Синьминь»), Янь Фу и Чжан Бинлинь. Однако более всего он восхвалял произведения Хуан Цзуньсяня, с которым общался в 1896—1897 годах.
Много стихов Лян Цичао создал в пути на Гавайи в 1899 году; преимущественно в традиционных жанрах ши и цы. Писал он стихи и до самой революции 1911 года, но сохранилось относительно немногое. Поэтическое творчество Лян Цичао воспринимал как «мучительное», и утверждал, что одно четверостишие требовало таких же усилий, как пара тысяч иероглифов для журнальной статьи. По Г. Мартину, его произведения более всего интересны попытками интегрировать западные имена и терминологию в традиционный поэтический язык. Иностранные имена усекались до одного иероглифа, что зачастую делало аллюзии и смысл стихотворения совершенно непонятными без комментария. Он упоминал Сократа (кит. трад. 索格拉, пиньинь Suǒgēlā), Шекспира, Мильтона и даже Мадзини, а также пароходы, паровозы и телеграф. Попытки включить в поэтический текст «демократию» и «свободу и равенство» едва ли были удачными, как и неологизм «расовый империализм», записанный шестью иероглифами. Японизация терминологии в известной степени расширяла пространство для экспериментов. Впрочем, сам Лян Цичао понимал, что следует изменить дух поэзии, а не внешние формы. Г. Мартин отмечал, что поэзия Лян Цичао была «вливанием нового вина в старые мехи» и с технической точки зрения неубедительна. Работая на вэньяне, он не мог использовать неологизмы в два-три иероглифа, поскольку они разрушали классические поэтические размеры. Только Ху Ши, перейдя на разговорный язык, полностью отказался от древнекитайской жёсткой формы.
После 1911 года Лян Цичао редко и нерегулярно писал стихи и, за исключением 1914 и 1925 годов, почти не создавал текстов в жанрах ши и цы. В феврале 1902 года он издавал журнал «Поэзия из Кабинета питья ледяной воды», куда допускал поэтов, но, в общем, популярным издание не сделалось; далее поэтический раздел имелся в журнале «Синьминь». После 1925 года Лян Цичао объявил, что поэзия — бесполезное дело, и полностью прекратил всякую активность в этом направлении. Периодически он обращался к рифмованной прозе шихуа, но пользовался этой формой для литературной критики, а не поэтического самовыражения. В 1924 году Лян Цичао пытался работать над «Историей китайской поэзии», но так и не закончил рукописи, которая увидела свет в его посмертном собрании сочинений 1930 года. Он сосредоточился на анализе структуры Ши-цзина, жанра юэфу и «Девятнадцати древних стихотворений», пытаясь отыскать истоки пяти- и семисловной ритмики стиха. Происхождение поэзии Лян Цичао выводил из собственной теории эмоций и считал, что древняя песенная традиция была выражением «естественной красоты», которой противопоставлял искусственную конструкцию жанра ши. Неудивительно, что именно стилистические и критические эксперименты в поэзии Лян Цичао оказались наиболее востребованными в годы Литературной революции и сыграли большую роль в её разворачивании.

### Проза
В 1902 году Лян Цичао единственный раз в жизни обратился к художественной прозе, начав публикацию романа «Записки о Новом Китае» в собственном журнале «Новая литература». Роман остался незаконченным. Начинался он с описания празднования 50-летия Демократического Нового Китая в 1962 году, а прочее действие разворачивается в виде флэшбеков, представленных в диалогах главных героев. Главные герои — президент республики и его собеседник — потомок Конфуция в 72-м поколении — представляли императора Гуансюя (просвещённый государь отрёкся от престола и стал президентом) и самого Лян Цичао.
Потерпев неудачу с романом, Лян Цичао обратился к переводам художественной литературы на китайский язык как к средству просвещения масс. Он одобрял усилия, предпринятые в 1890-е годы Цзэн Гофанем и издательством «Датун». Лян в специальной статье «О переводах» констатировал, что необходимо переводить как можно больше, уделяя внимание терминологии. Самым очевидным вариантом для него было использование японских переводов с европейских языков; «Запад при этом подобен волу, а Япония — крестьянину». Это он объяснял трудностями изучения западных языков, а также тем, что японцы, будучи близки китайцам по менталитету и культуре, уже адекватно передали в своих переводах западные реалии, а спектр доступной литературы очень велик. Действительно, в издаваемых Лян Цичао журналах между 1898—1905 годами вышло множество переводов. Единственный перевод японского романа, завершённый до конца, был «Удивительным путешествием с красавицами» Сиба Сиро. Выбор именно этого романа отражал как вкусы Лян Цичао того времени, так и ситуацию в японской литературе. Это также был политический роман, сюжет которого совмещал завлекательность (главный герой знакомится в Нью-Йорке с красавицами — испанкой и ирландкой) и просвещение: герои путешествуют по Испании, Ирландии, Польше, Египту, Венгрии, Корее, Бирме и, наконец, Китаю и Японии. Главной задачей этого текста было продемонстрировать неудержимость хода политического прогресса, который несёт республиканизм на Восток. По мнению Г. Мартина, перевод был «неудобоваримым». Лян Цичао в тот период ещё недостаточно владел японским литературным языком и при помощи секретарей или студентов превращал его в «псевдо-вэньянь»; эту процедура сравнивается с переводами буддийских сутр на китайский язык в Раннем Средневековье. Лян Цичао также перевёл роман-робинзонаду Жюля Верна «Два года каникул», превратив его в «Пятнадцать маленьких героев». Проблема заключалась в том, что он переводил с японского сокращённого перевода Морита Сикэна, который, в свою очередь, основывался на вольном английском переводе с французского оригинала. Лян Цичао, в соответствии с традицией, заложенной Янь Фу и Линь Шу, стремился только передать основную канву, добавляя в текст собственные суждения и комментарии, которыми завершалась и каждая глава.
К 1915 году Лян Цичао разочаровался в романах как средстве просвещения; в эссе «Декларация писателю» (1915) он демонстрировал осознание, что политические романы эпохи Мэйдзи были второстепенным средством пропаганды реформ и не имели отношения к литературе. Тем не менее, для китайской прозы Лян Цичао сделал очень многое: во-первых, его авторитет заставил китайских читателей преодолеть традиционное пренебрежение к жанру; во-вторых, он был пионером распространения литературных новинок и критики через журналы. Собственные литературные произведения Лян Цичао и его переводы, по выражению Г. Мартина, «не выдерживают никакой критики».

### Драматургия
Интерес к драматургии начался у Лян Цичао с 44-актной пьесы одного из потомков Конфуция «Веер с персиковыми цветами» (1699). В 1925 году он написал объёмный комментарий к этому тексту, поскольку считал пьесу (обозначив её как «историческая драма») лучшим выражением всей китайской литературы XVII века. К подобному выводу — о существовании эталонных выражений эпохи — пришёл тогда же Ван Говэй, когда объявил роман «Сон в красном тереме» главным текстом во всей китайской прозаической литературе. Лян Цичао осознавал, что литературные достоинства «Веера» как трагедии уступали его гражданскому и политическому пафосу, и сознательно противопоставлял свою позицию господствовавшей в тогдашней критике. Примечательно, однако, что анализ пьесы он проводил с позиции традиционной методологии «доказательного изучения» (каочжэн), с помощью которой рассматривались конфуцианские каноны. Лян Цичао — историк, кроме того, исследовал источники драмы и сравнивал её сюжет с реальными историческими событиями. Одобрял он и отказ автора — Кун Шанжэня — от искусственного литературного стиля, избыточных аллюзий и стихотворного цитирования.
Разрабатывая жанр исторической драмы, Лян Цичао опубликовал в своём журнале «Синьминь» три пьесы, имитировавшие поэтику и драматургию Кун Шанжэня. В первую очередь, это был «Новый Рим» в 40 актах, из которых Лян Цичао в 1902—1904 годах закончил и опубликовал только 7. В этих частях речь шла о Гарибальди и его жене. Вторая пьеса сюжетно была связана с романом «Новый Китай», но в пессимистическом ключе, поскольку повествовала о поражении в войне с Японией в 1895 году и провале Ихэтуаньского восстания. В соответствии с разработанным им каноном исторической драмы, Лян Цичао построил свою биографическую книгу «Три героя Италии». Потерпев неудачу с «Новым Римом», Лян Цичао начал разработку замысла «Любви рыцаря» — изначально одного из актов «Рима», но не смог продвинуться и с этим текстом.
Г. Мартин отмечал, что неудачные драматургические опыты Лян Цичао могли быть восприняты как курьёз, но они имели большое историческое значение. Именно Лян Цичао ввёл роман и драматургию в сонм жанров высокой китайской литературы. Он печатал свои опыты в собственных журналах, а в тяньцзиньском издании «Справедливость» (кит. трад. 廱言, пиньинь yōngyán), выходившем в 1912—1914 годах, печатались театральные рецензии и переводы иностранных пьес, выполненные другими авторами. Лян Цичао инстинктивно понимал, что следует отказаться от традиционных китайских сюжетов и драматургических приёмов, но до языковой революции это было неосуществимо. Не нашло понимание у современников и его предложение использовать театр для просвещения неграмотной аудитории. В 1905 году он задумал написать комическую оперу на кантонском диалекте. В известной степени, впрочем, это была калька с японского «культурного театра» того времени.

## Семья

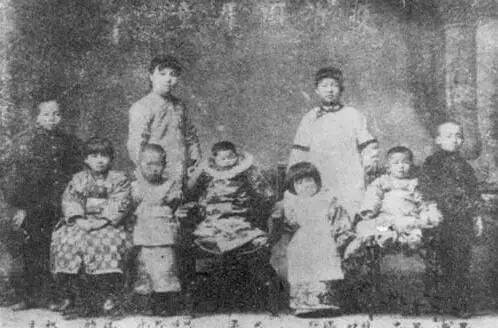
Жена и наложница Лян Цичао и их дети

Младший брат Лян Цичао — Цисюн (кит. 梁启雄, 1900—1965) — также стал известен как историк философии. Он родился в Аомэне, где семейство Лянов скрывалось от преследований цинских властей, и первоначально учился у собственного отца Лян Баоина. Далее Лян Цисюн окончил университет, работал в ряде китайских вузов, с 1955 года был принят в штат Института философии Академии общественных наук Китая. Известен комментариями к трактатам «Сюнь-цзы» (1936 и 1955) и «Хань Фэй-цзы» (1960), составил индекс к «24 династическим историям» (1936).
Лян Цичао женился в 17-летнем возрасте на сестре своего экзаменатора Ли Хуэйсянь, бывшей старше его на два (по другим сведениям — на четыре) года. Она воспринимала этот брак как неравный (у семьи Лян Цичао даже не было денег на свадьбу, и их предоставила семья невесты в долг), отношения между супругами были сложными. Тем не менее, в 1893 году у них родилась старшая дочь — Сышунь. Она отличалась литературным талантом и даром к языкам, долгое время служила секретарём и переводчицей отца. Во время деловой поездки на Гавайи в 1899 году Лян Цичао испытывал романтические чувства к своей переводчице с английского — Хэ Хуэйчжэнь. Он откровенно писал Ли Хуэйсянь, что за 26 лет жизни никогда не испытывал столь сильных эмоциональных переживаний, но всё-таки стремился встречаться с Хэ как можно реже, чтобы избежать кривотолков и чтобы слухи не были использованы против партии реформаторов.

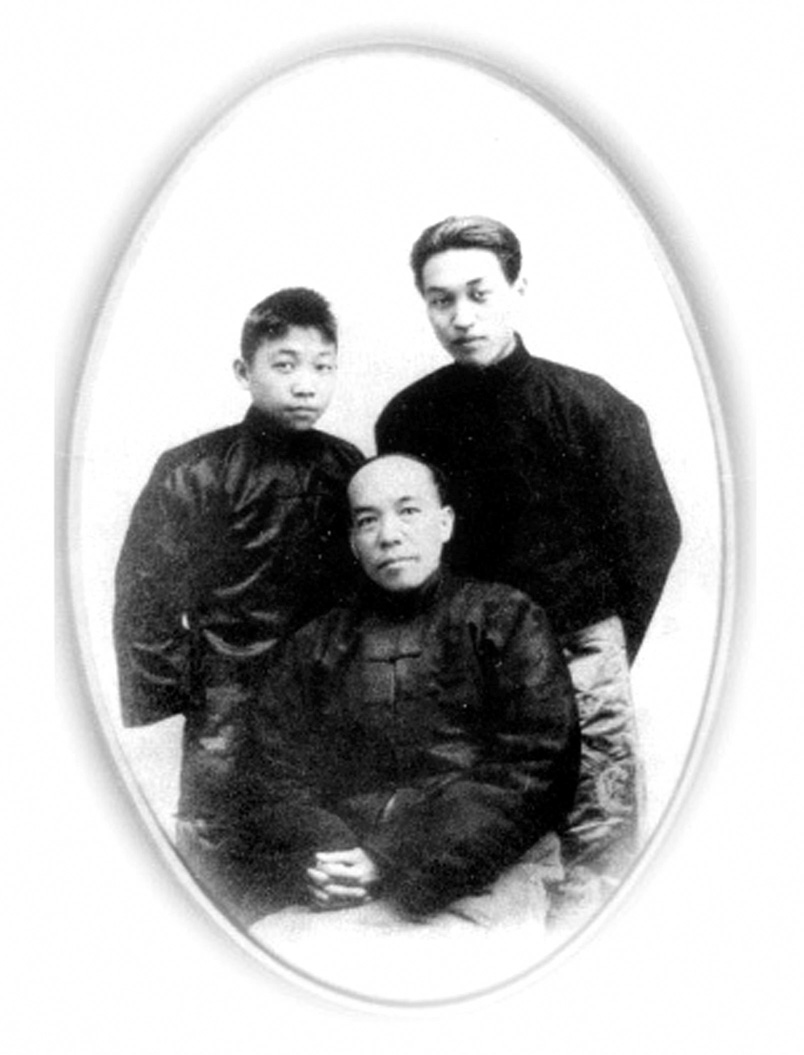
Лян Цичао с сыновьями Сыюном и Сыда

В приданое жены входили две служанки, проданные их родителями. Одной из служанок была Ван Лайси (кит. 王來喜, «Возникшая радость»), чьё имя Лян Цичао счёл слишком простонародным и переименовал её в Гуйцюань (桂荃, «Благоухание корицы»). Довольно быстро между Ван Гуйцюань и Лян Цичао возникли близкие отношения, но в тот период он проповедовал единобрачие (и создал Общество единобрачия в 1903 году) и не желал поступаться принципами, что могло навредить и его политическому имиджу в Обществе защиты императора. После переезда семьи в Токио Ван Гуйцюань стала распоряжаться семейными финансами; несмотря на то, что она оставалась неграмотной на китайском языке, она быстро освоила японский, поскольку прошла со своими детьми полный курс школьного образования. В 1901 году у Лян Цичао и Ли Хуэйсянь родился первенец — Сычэн. Ли Хуэйсянь, обеспокоенная тем, что сын был слабым и болезненным, сама в 1903 году настояла, чтобы Ван Гуйцюань стала наложницей Лян Цичао. Этому предшествовала драматическая история: Ван Гуйцюань потеряла собственную дочь, занятая выхаживанием ребёнка Ли Хуэйсянь, заболевшего дифтерией. Всего от жены и наложницы у Лян Цичао родилось четырнадцать детей, из которых выжили девять. Последней у Ляна и Ли Хуэйсянь родилась дочь Сычжуань. Ван Гуйцюань, согласно мнению Вильмы Фэрбанк, знавшей её лично, была достойной подругой жизни учёного и политика, научилась декламации, приохотилась к спорту (плаванию и роликовым конькам) и даже освоила иглоукалывание. После кончины Ли Хуэйсянь от рака в 1924 году, Лян Цичао официально женился на Ван Гуйцюань. Она дожила до 85-летнего возраста, но как вдова монархиста была сослана в деревню во время «Культурной революции». Позднее была перезахоронена на семейном кладбище Лянов вместе с мужем и его первой женой.
Старший сын Лян Цичао — Сычэн — унаследовал способности своего отца, который очень стремился развивать своего первенца. Он отдал его в англиканскую школу в Пекине и затем в Колледж Цинхуа и с 1920 года привлёк к работе в своём Открытом обществе. Когда в Обществе выступал с лекциями Рабиндранат Тагор, его переводчицей была Линь Хуэйинь — дочь крупного политического деятеля Линь Чанмина, который давно сотрудничал с Лян Цичао. Лян Сычэн и Линь Хуэйинь вступили в брак в 1928 году, и Лян Цичао наставлял их как образцовый конфуцианский отец семейства, вплоть до того, что сам разработал маршрут свадебного путешествия. Лян Цичао добился создания кафедры архитектуры в Университете Северо-Востока в Шэньяне специально для своего сына. Первый сын от Ван Гуйцюань — Лян Сыюн — также отличался талантами, и отец привлёк старших сыновей для перевода на китайский язык «Очерка всемирной истории» Герберта Уэллса. Как результат семейного воспитания трое сыновей Цичао — Сычэн, Сыюн и Сыли — стали членами Академии наук Китая; все они получили образование в Соединённых Штатах. Сыюн стал знаменитым археологом, одним из организаторов раскопок шанской цивилизации и первым президентом Academia Sinica, а затем — заместителем директора Института археологии Академии общественных наук КНР. Лян Сыли стал конструктором-ракетчиком, основоположником космонавтики в Китае.

Семья Лян Цичао
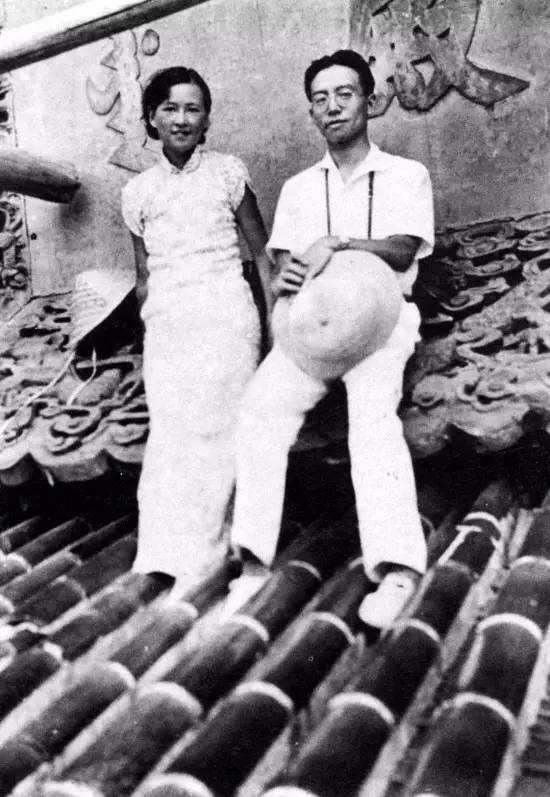
Лян Сычэн с женой Линь Хуэйинь на крыше Храма Неба
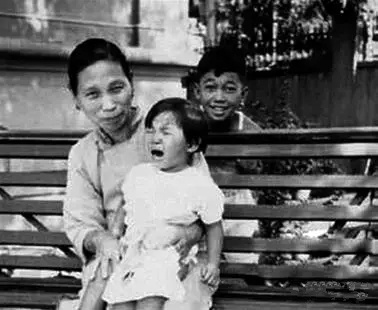
Вторая жена Лян Цичао Ван Гуйцюань с внуками
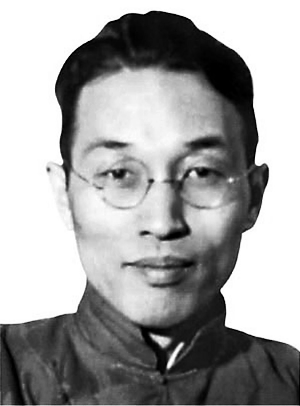
Лян Сыюн
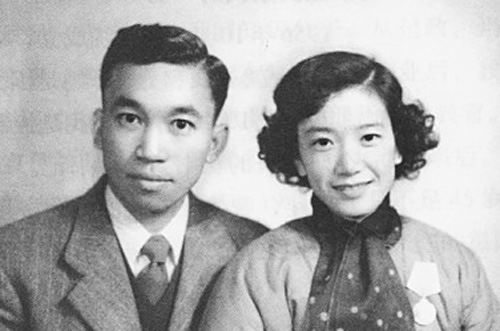
Лян Сыли с женой Май Сюцюн в 1956 году

## Наследие. Память

### Издания и переводы

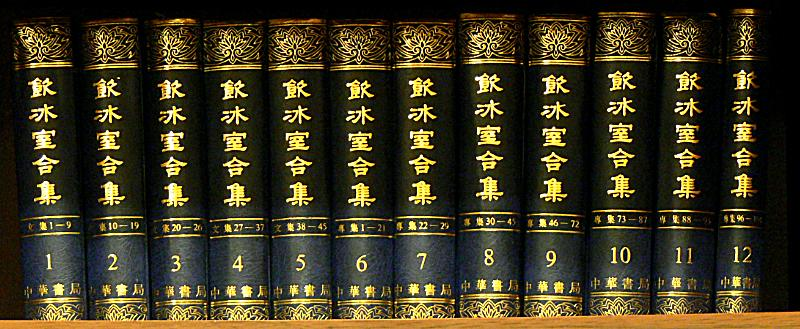
Корешки «Собрания сочинений Хозяина кабинета питья ледяной воды». Выше номера тома обозначены цзюани

Своё первое собрание сочинений Лян Цичао составил и опубликовал в 1902 году под названием «Инбиньши вэньцзи» («Собрание сочинений Хозяина кабинета питья ледяной воды»). До 1999 года это собрание переиздавалось более 40 раз. В 1936 году была предпринята первая попытка издать полное собрание сочинений Лян Цичао, которое состояло из двух секций. Первая — «Вэньцзи» (Литературные сочинения), в 103 свитках-цзюанях в 24 томах; вторая — «Чжуаньцзи» (Сочинения на специальные темы), 45 цзюаней в 16 томах. Суммарный его объём — около 10 000 000 иероглифов. Это собрание служило основой многочисленных переизданий, в том числе полного собрания сочинений 1999 года. В том же 1999 году в Пекине был издан 10-томник избранных сочинений Лян Цичао с непрерывной нумерацией страниц. Согласно Ян Сяо, несмотря на заглавие, издания 1936 и 1999 годов не являлись исчерпывающе полными. Так, критическое издание 1984 года в одном томе под редакцией Ли Хуасина и У Цзясуня (Шанхай) включало 25 статей, которые не воспроизводились в полном собрании сочинений. Тщательное критическое издание двух книг Лян Цичао по интеллектуальной истории Цин вышло в 1985 году под редакцией Чжу Вэйчжэна в Фуданьском университете. В 2005 году Пекинский университет в трёх томах опубликовал переводы Лян Цичао, выполнявшиеся им с японского языка и не вошедшие в полное собрание его сочинений. Лишь в 2019 году Китайский народный университет выпустил 20-томное полное собрание сочинений, общая работа над которым длилась 36 лет. Инициаторами этой работы были в 1960-е годы У Хань, Фань Вэньлань и Хоу Вайлу, однако работа надолго была прервана из-за политических перипетий в стране. С начала 1980-х проект продолжили известный историк и текстолог Тан Чжицзюнь и его сын Тан Жэньцзе. Они выстроили собрание в строго хронологическом порядке, сверив все тексты с рукописями или, если это было невозможно, с первоизданиями. В собрание вошли все тексты Лян Цичао, написанные в 1889—1929 годах, включая ранее не публиковавшуюся переписку с семьёй и японскими друзьями и соратниками. Презентация собрания была приурочена к 90-летию со дня кончины Лян Цичао.
Переводы стилистически изощрённых и чрезвычайно информативных трудов Лян Цичао на иностранные языки единичны. В 1930 году в Нью-Йорке был опубликован английский перевод истории доциньской политической мысли Лян Цичао (History of Chinese Political Thought During the Early Tsin Period, trans. L. T. Chen), а в 1959 году издательство Гарвардского университета выпустило перевод «Очерков учений эпохи Цин» (Intellectual Trends in the Ch’ing Period, translated by Immanuel C. Y. Hsu). Эссе «О правах» публиковалось в хрестоматии «Sources of Chinese Tradition».
На русском языке вышли два объёмных перевода: биография Ли Хунчжана, переведённая в 1905 году толстовцами А. Н. Вознесенским и Чжанчинтуном (Чжан Цинтун), и — в 2016 году — «Записки о политическом перевороте 1898 года», подготовленные С. Л. Тихвинским, вероятно, в 1950-е годы. Фрагментарные переводы политических статей Лян Цичао, выполненные тем же С. Л. Тихвинским, выпускались в 1961 году в сборнике «Избранные произведения прогрессивных китайских мыслителей Нового времени». В 2015 году перевод одной главы из написанной Лян Цичао биографии Кан Ювэя и двух главок про Кан Ювэя из «Очерка учений эпохи Цин» были опубликованы Д. Е. Мартыновым в журнале «Вопросы философии». Д. Е. Мартынов также выполнил перевод введения к «Новому учению об истории».

### Историография
Практически все современники и потомки единодушны в том, что Лян Цичао определил интеллектуальный горизонт Китая XX века и явился «умом своего поколения» (по выражению Ф. Хуана). В высказываниях Ху Ши, Чэнь Дусю и даже Мао Цзэдуна доминировала общая мысль — Лян Цичао открыл целый мир для них, поистине оказался «посланцем Неба». Ян Сяо в учебном пособии «Современная китайская философия» сравнивала роль Лян Цичао в общественной мысли с позицией Дидро для Франции и Герцена для России, которые радикально переменили социальное и политическое сознание своей страны. Собственно, именно Кан Ювэй и Лян Цичао преобразовали традиционную философию Китая в современные её формы. А. И. Кобзев характеризовал его наследие так:

…Творчество Лян Ци-чао сыграло роль своеобразного шлюза при переходе конфуцианства в стадию нового конфуцианства и всей традиционной китайской культуры в совершенно новую эпоху модернизации.
Тем не менее в историографии КНР до 1979 года он подвергался жесточайшей критике за проманьчжурскую позицию в Синьхайской революции и за пропаганду западных идей; положительно оценивалась только его деятельность во время Движения за реформы 1898 года. Во время «Культурной революции» его дети и внуки подверглись репрессиям. Только Ли Цзэхоу спустя три года после смерти Мао Цзэдуна заявил, что главной заслугой Лян Цичао была просветительская деятельность во время эмиграции. С тех пор в китайских исследованиях общим местом сделалась высокая оценка Ляна как посредника между Западом и Востоком; вышли сотни статей и монографических изданий. В 1983 году Дин Вэньцзян и Чжао Фэнтянь опубликовали всеобъемлющую хронику жизни Лян Жэньгуна (Цичао) в двух томах, до сих пор не превзойдённую. В 1987 году впервые в материковом Китае переиздали полное собрание сочинений Ляна в 12 томах. На Тайване опубликована 4-томная биография Лян Цичао под редакцией У Тяньжэня, основанная на огромном архиве его личной переписки.
В западной историографии впервые специализированные исследования наследия Лян Цичао представил Джозеф Левенсон, который разработал собственную концепцию взаимодействия общемирового цивилизационного процесса и китайской культуры. Лян Цичао Левенсон посвятил специальную монографию (в 1959 году) и повторил ряд важнейших пассажей в своём трёхтомном исследовании судеб конфуцианства в современности. Основные методологические подходы Левенсона к наследию Лян Цичао — аналогия моделей культурного роста и аналогия культурных ценностей — стали общим местом в современной историографии. В последующие годы исследованием философии Лян Цичао занимались Чжан Хао и Филип Хуан. Чжан Хао в ряде своих работ показал Лян Цичао как разрушителя традиционных политических и этических представлений. Ф. Хуан, рассматривая общекультурный диалог Востока и Запада, полагал, что Лян Цичао был носителем конгломерата конфуцианских наставлений и западных либеральных идей, объединённых его личными склонностями и реалиями той среды, в которой он рос и жил. Ученик Фредрика Джеймисона Тан Сяобин в 1991 году защитил диссертацию, изданную в 1996 году в монографической форме, в которой попытался проверить гипотезу Левенсона на материале исторических воззрений Лян Цичао. Он пришёл к выводу, что Лян Цичао возвёл историческое мышление и его изменение в ранг национальной задачи, единственного метода спасения Китая. Отдельного рассмотрения удостоились вклад Лян Цичао в разработку проблем социализма в Китае (Мартин Бернал) и его методологические достижения как историка науки и философа (Бенджамин Элман), а также рецепции понятий западной политической мысли (тайваньский историк Хуан Кэу).
В советской и российской историографии Лян Цичао обычно рассматривался в общих работах по новой и новейшей истории Китая. Немало страниц ему посвящено в книгах С. Л. Тихвинского о движении за реформы Кан Ювэя и деятельности Сунь Ятсена. Значительная часть советских работ была посвящена взаимодействию Лян Цичао с разными революционными группировками (С. Р. Белоусов, Го Шаотан, В. Н. Никифоров). Специализированные монографии по философским и политическим взглядам Лян Цичао публиковала в 1984 и 2001 годах Л. Н. Борох.

### Память
Лян Цичао и обе его жены погребены на семейном кладбище, входящем ныне в комплекс Пекинского ботанического сада. Над гробницей воздвигнут монумент из жёлтого гранита; весь комплекс был распланирован и спроектирован Лян Сычэном. Комплекс входит в список охраняемых объектов культурного наследия Пекина с 2001 года. Охраняемым объектом выступает и семейная резиденция Лянов в Синьхуэе; она встроена в большой культурный и библиотечный комплекс во вновь отстроенном городе. Во внутреннем дворе воздвигнут бронзовый монумент Лян Цичао. Бывшая резиденция Лян Цичао в Тяньцзине с 2001 года включена в список ключевых объектов культурного наследия. В этом просторном доме (с пристроенным «Кабинетом питья ледяной воды»), расположенном в бывшей итальянской концессии, Лян Цичао квартировал с 1912 года; муниципалитет Тяньцзиня с 1991 года обустроил в нём мемориальный музей. Здесь же расположена бронзовая статуя Лян Цичао.

Мемориалы Лян Цичао
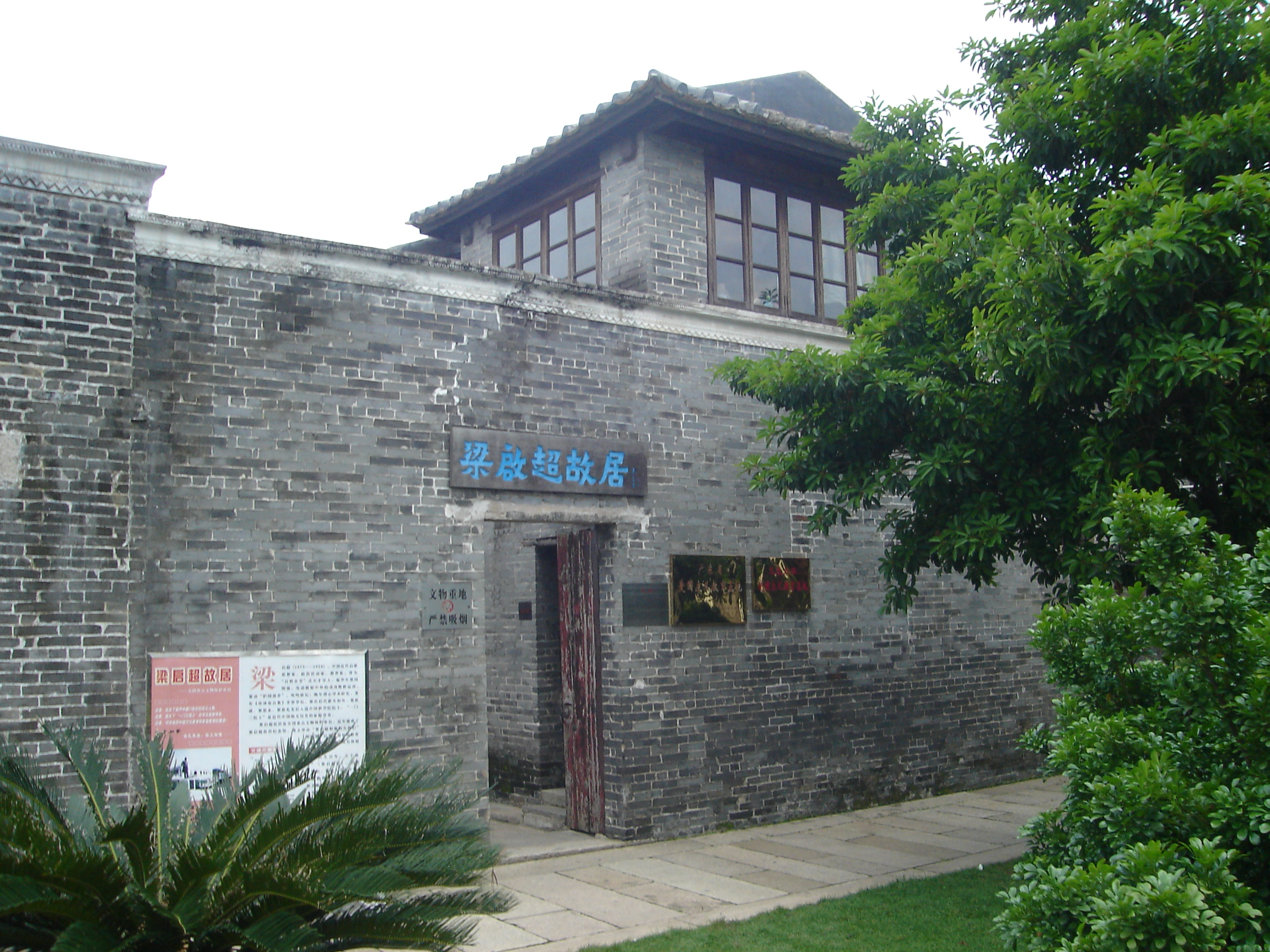
Дом, в котором родился Лян Цичао. Синьхуэй
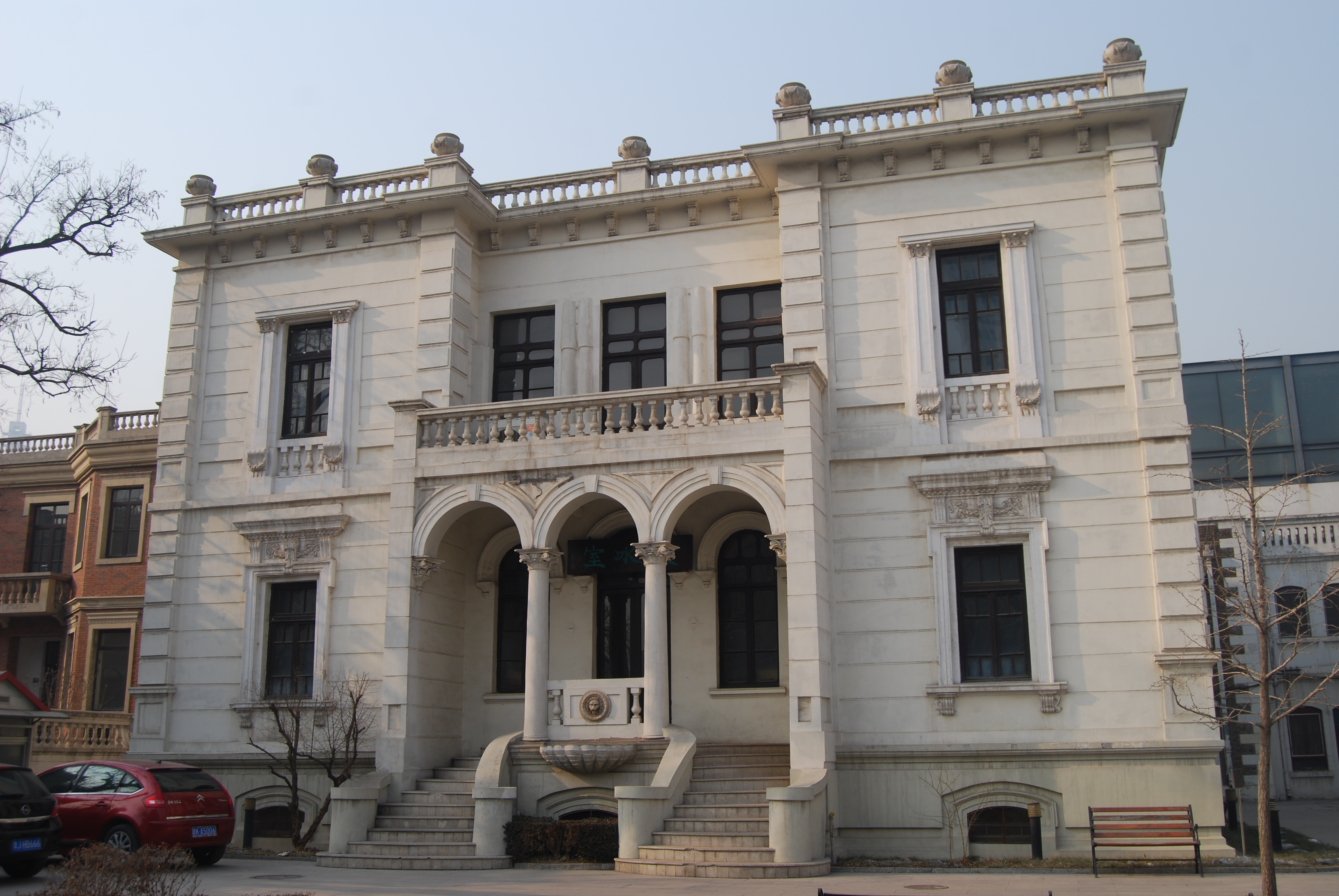
«Кабинет питья ледяной воды» в Тяньцзине
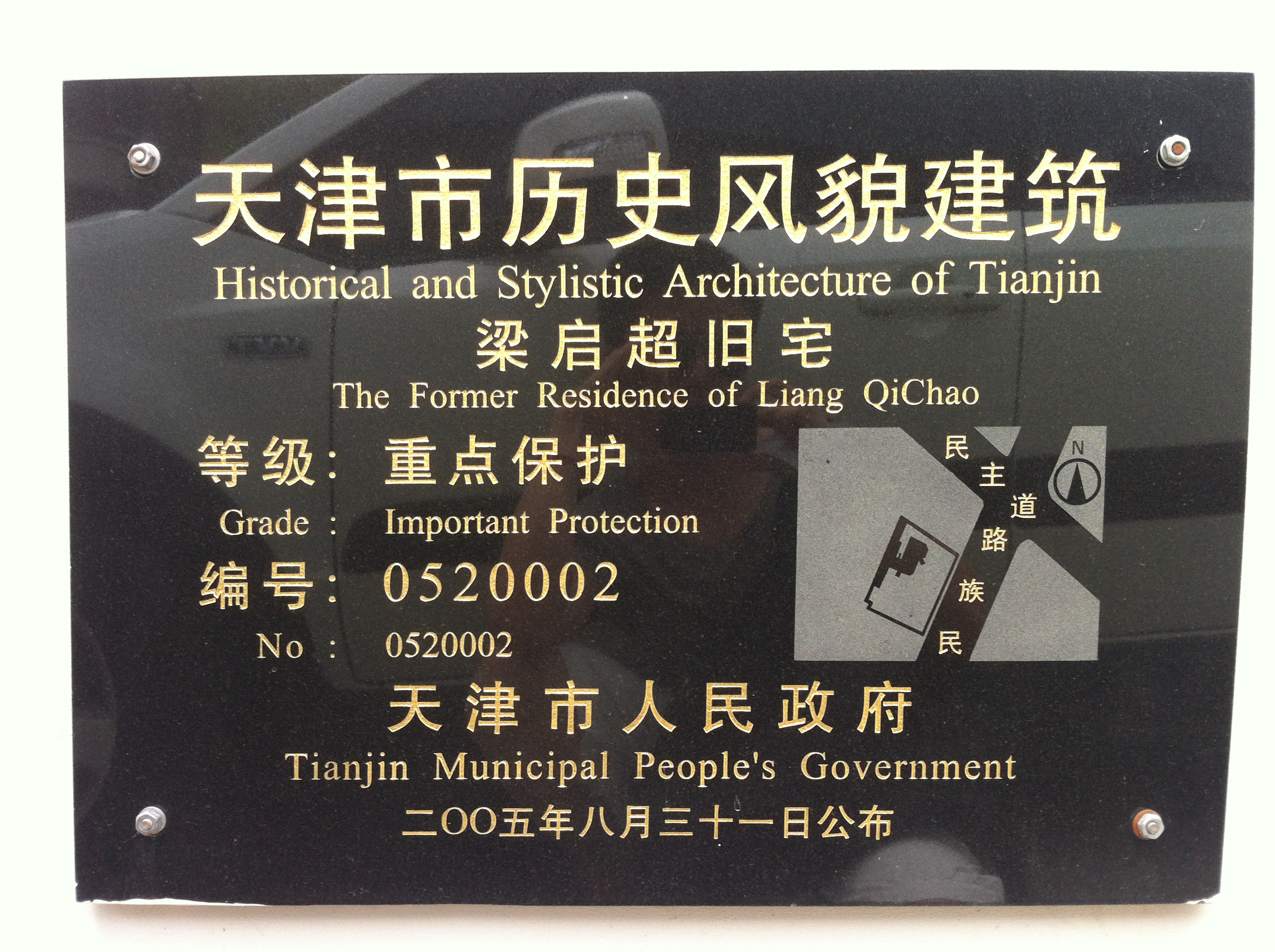
Вывеска дома-музея Лян Цичао в Тяньцзине
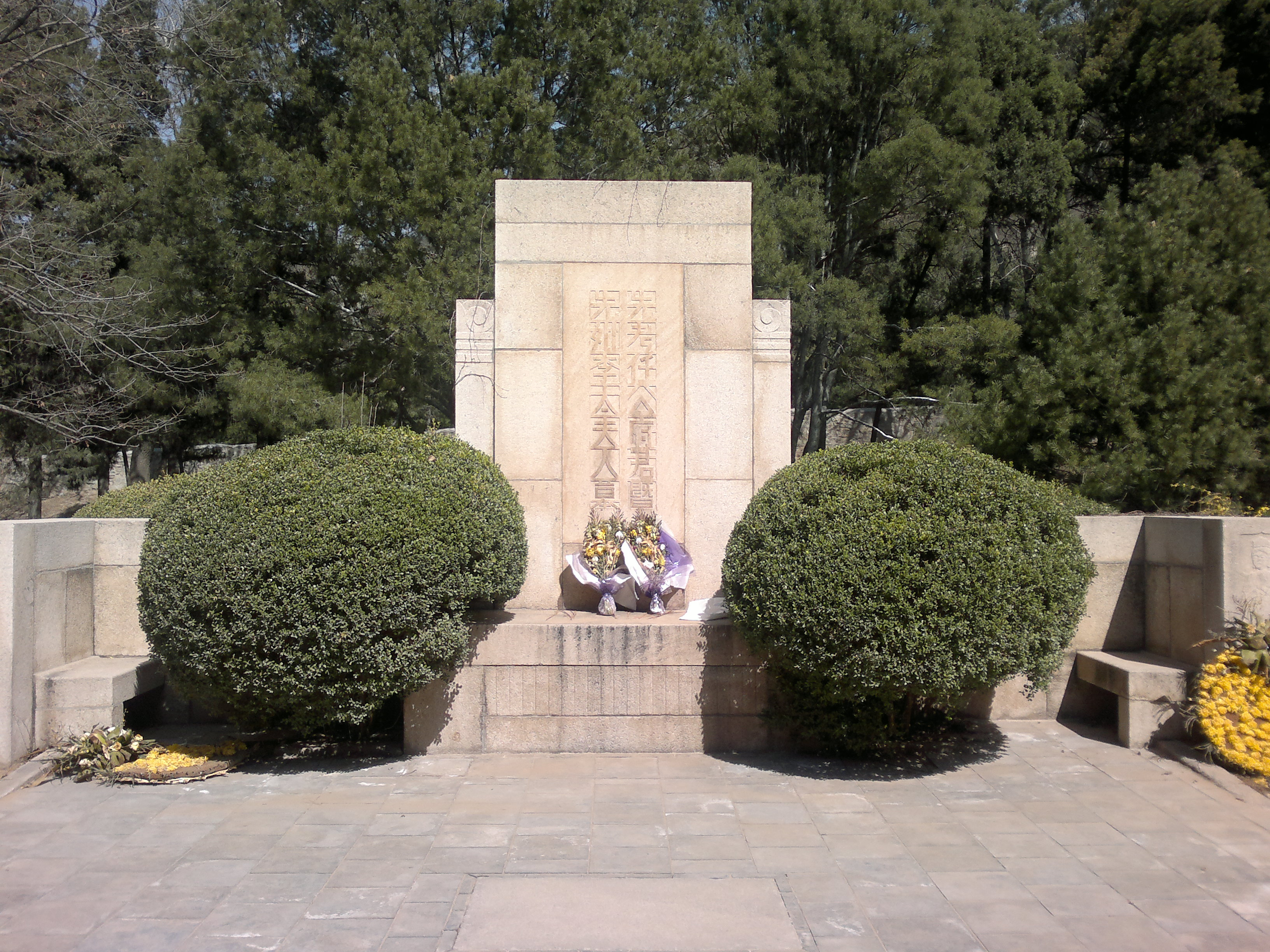
Надгробие Лян Цичао в Пекинском ботаническом саду

## Комментарии
1. ↑  Использовал также имя Чжожу — кит. упр. 卓如, пиньинь Zhuórú («Подобный величайшим») — и литературный псевдоним Жэньгун кит. упр. 任公, пиньинь Rèngōng («Принц княжества Жэнь»). Псевдоним — аллюзия на даосский текст «Чжуан-цзы», как и ещё один — «Хозяин кабинета питья ледяной воды» кит. упр. 饮冰室主人, пиньинь Yĭnbīngshìzhǔrén[1].
2. ↑  По Кан Ювэю, человеческое общество изменяется и развивается по пути от «эры хаоса» (кит. 据乱世) через «эру рождающегося мира» (кит. 升平世) к «эре Великого спокойствия/равновесия» (кит. 太平世) (при этом «эру рождающегося мира» Кан Ювэй отождествляет с эпохой «малого благоденствия» (сяокан), а «эру Великого равновесия» — с эпохой «Великого единения» (Датун)). Каждая последующая эра по сравнению с предыдущей является более цивилизованной и прогрессивной; лишь при Великом спокойствии и Великом единении для человечества наступает счастливая, райская жизнь. В своём развитии человеческое общество (независимо от того, является ли оно восточным или западным) обязательно проходит через указанные три этапа, то есть путь «эра хаоса» — «эра рождающегося мира» — «эра Великого спокойствия»; это является всеобщим законом исторического развития человеческого общества; очерёдность эр не может быть нарушена[11].
3. ↑  Так в оригинале.
4. ↑  Учитель Ляна — Кан Ювэй — в пятилетнем возрасте мог по памяти цитировать до 700 классических танских стихотворений.
5. ↑  Единобрачие проповедовал и учитель Лян Цичао — Кан Ювэй, что не мешало ему содержать наложниц. За это его неоднократно порицали современники и ученики[153].
6. ↑  Стремление отца контролировать сына отчасти объяснялось тем, что в 1923 году Лян Сычэн попал в серьёзную катастрофу на своём мотоцикле и всю жизнь страдал от последствий травмы позвоночника[156].